# 安城市図書情報館
安城市図書情報館（あんじょうしとしょじょうほうかん）は、愛知県安城市の御幸本町のアンフォーレ本館にある公共図書館。2017年（平成29年）6月1日開館。1985年（昭和60年）から2017年1月31日までは城南町に安城市中央図書館（あんじょうしちゅうおうとしょかん）があった。安城市には安城市図書情報館に加えて12か所の公民館図書室等サービスポイントがあり、安城市図書館（あんじょうしとしょかん）と総称されることがある。

## 歴史

### 前史

#### 安城農業図書館(1931-1943)

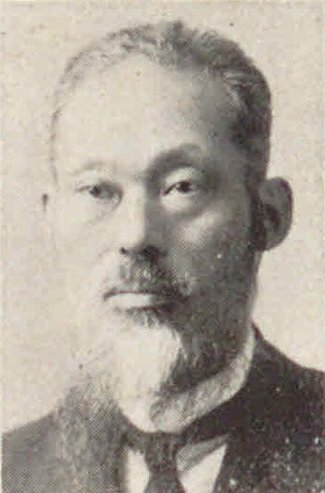
安城の農業振興に力を尽した山崎延吉

三河国碧海郡の碧海台地には江戸時代まで原野が広がっていたが、1881年（明治14年）に開通した明治用水のおかげで先進的な農業地域に変貌。碧海郡安城町で行われた多角形農業経営手法は、農業先進国デンマークになぞらえて「日本デンマーク」と呼ばれた。全国各地から農業関係者が安城町に視察に訪れ、農会（農会法によって公認された農業団体）が建設した安城町農会館、農事試験場、愛知県立農林学校、農業補習学校、明治用水などを見て回ったという。1932年度（昭和7年度）・1933年度（昭和8年度）の視察者は年間12,000人にも上った。日本列島だけでなく朝鮮・大連・樺太などからも視察者が訪れ、民間人だけでなく農林省や商工省からも視察者が訪れた。
安城町における図書館活動は、1931年（昭和6年）に安城町農会が財団法人安城図書館（通称 : 安城農業図書館）を設置したことを始まりとする。1930年（昭和5年）8月17日に安城農業図書館が竣工すると、1931年（昭和6年）1月4日に愛知県知事から図書館設立許可を得て正式に開館した。1933年度（昭和8年度）には常勤職員が配置されて本格的に開館し、4月1日には館外貸出が開始された。自治体農会が運営する図書館は全国的に見て珍しく、「農業図書館」の名を掲げたものは他に例がなかった。1935年（昭和10年）には文部省によって優良図書館として表彰されている。戦局が悪化した1943年（昭和18年）には、一部の蔵書を3か所に分けて疎開させた。同年9月15日には農業団体法が施行されたことで安城町農会が廃止され、安城農業図書館は閉館となった。
1947年（昭和22年）7月、安城農業図書館の建物は安城簡易裁判所庁舎となった。この建物は安城市に残された明治期唯一の建物であり、文化財としての保存を望む声も強かったが、1972年（昭和47年）に簡易裁判所の移転が決定すると解体されることになった。その後、安城農業図書館跡地には安城市営安城駅西駐車場東棟が建っている。

### 公立図書館

#### 花ノ木時代(1949-1967)

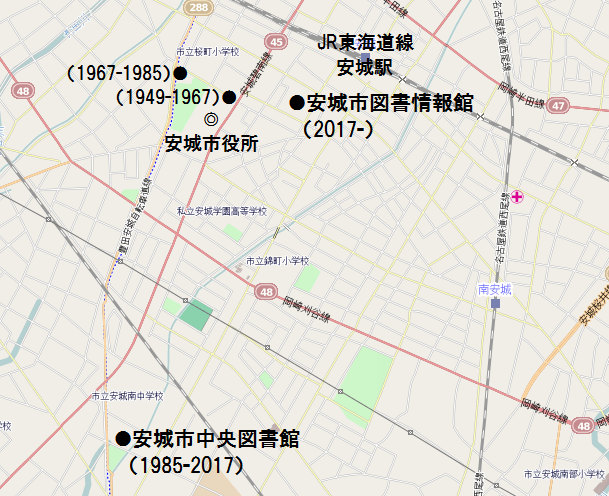
安城市における歴代公立図書館の位置関係

1949年（昭和24年）4月1日には安城農業図書館の蔵書などが安城町農会から安城町役場に譲渡され、安城農業図書館は安城町立図書館として再建されることとなった。7月には新館が建設され、蔵書・疎開図書の移動や図書の整理などを経て、11月1日に安城町立図書館が開館した。場所は今日の安城市役所正面駐車場北東角、大字安城花ノ木53（開館時）である。既存の木造平屋建の建物を移築したとされ、用地購入費を含めた建設費は1,186,500円程度だったとされる。蔵書は安城農業図書館から譲り受けた。開館前には大見為次安城町長が図書館長を兼任していたが、開館時には書記の岡田清之が専任館長に就任した。
1950年（昭和25年）12月末時点の蔵書数は7,440冊であり、閉館時の安城農業図書館より4,000冊ほど少なかった。とはいえ、1949年度（昭和24年度）には安城農業図書館のピーク時の閲覧者数37人/日を上回る59人/日が町立図書館を利用した。1950年度（昭和25年度）に527,060円だった図書館費は、1955年度（昭和30年度）に1,545,500円、1960年度（昭和35年度）に1,630,770円、1965年度（昭和40年度）に3,320,000円と伸びていった。蔵書数は1953年度（昭和28年度）に10,000冊を突破し、1961年度（昭和36年度）に20,000冊を突破した。
1952年（昭和27年）5月5日には安城町の市制施行にともなって安城市立図書館に改称している。延床面積は99坪（約330 m2）と、120坪の安城農業図書館より手狭だった。さらに閉架方式を採用していたため、利用者は分類目録を見て借りたい図書を選び、閲覧票に記入して係員に手渡す必要があった。閲覧者数は1958年度（昭和32年度）の49,643人をピークとして減少しており、1966年度（昭和41年度）には10,833人まで落ち込んだ。その理由には図書購入費の減少、閉架方式など施設面の不備、隣接する愛知県道48号岡崎刈谷線からの騒音、経済力の向上によるテレビの普及や書店での購入の増加などが考えられている。1966年（昭和41年）に安城市役所が新築されるまで、図書館会議室は安城市議会議場としても使用されている。1960年（昭和35年）頃に購入していた定期刊行物は以下のとおりである。

#### 安城公園時代(1967-1985)

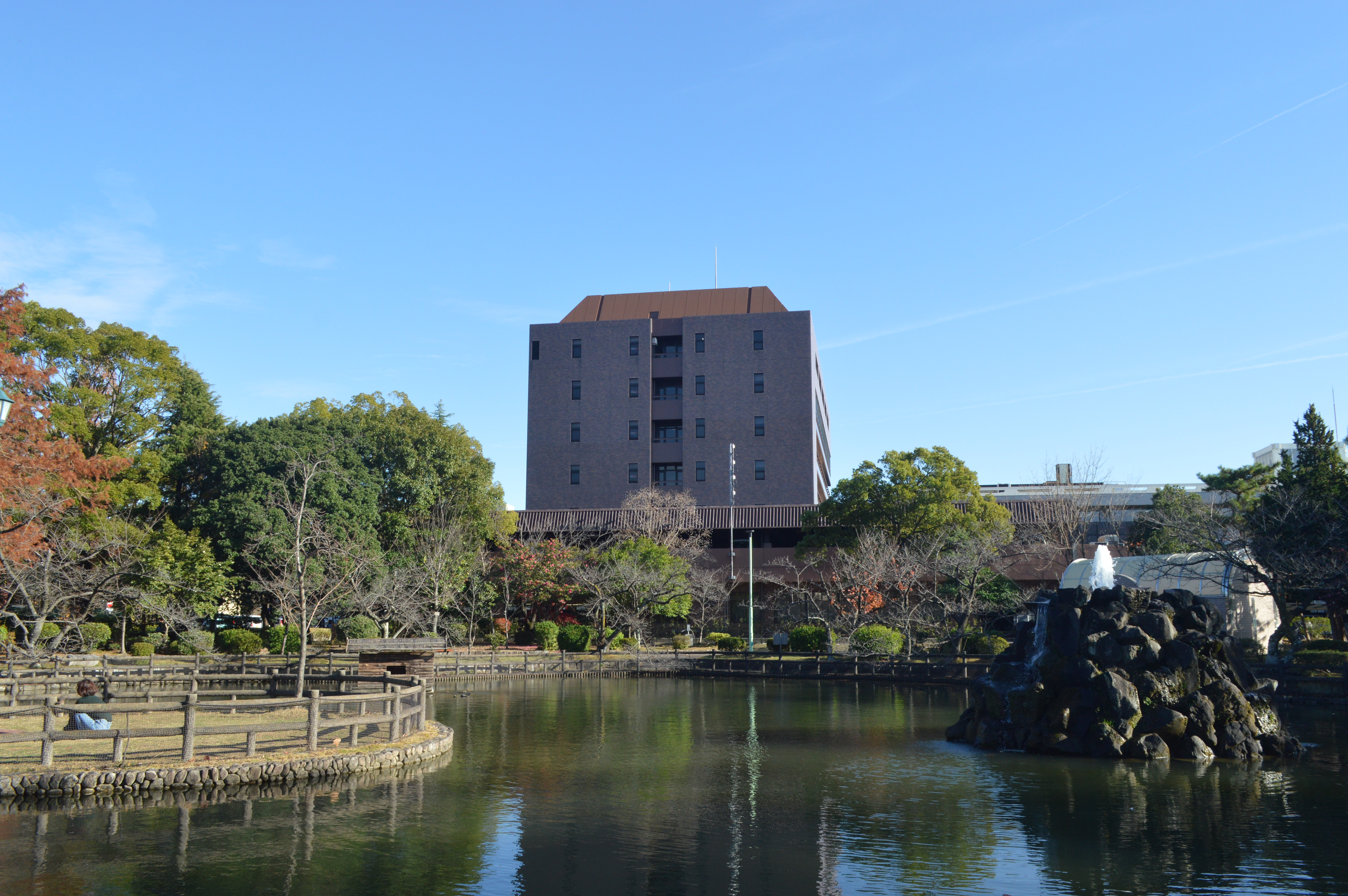
1967年から1985年まで図書館があった安城公園

1965年（昭和40年）以降に安城公園が再整備されると、今日の安城公園北西角、桜町18番2号に新館が建設され、1967年（昭和42年）5月4日に開館した。敷地面積は2,231.3 m2、建物面積は403.2 m2、延床面積は757.3 m2であり、図書収容能力は4万冊。鉄筋コンクリート造2階建であり、総工費は22,010,590円。1階は新聞・雑誌コーナー、会議室、展示室、閉架書庫、事務室などがあり、2階は一般室、児童室、参考資料室・産業資料室などがあった。産業資料室には農業関連資料が集められ、安城の農業指導者だった山崎延吉から寄贈された図書を並べたコーナーが併設された。閲覧方法は新館移転時から開架方式を採用し、貸出方法は1971年（昭和46年）12月から変形ブラウン方式が採用された。
1973年（昭和48年）末から1974年（昭和49年）初頭には建物を増築して延床面積は1,250.9 m2となった。1974年度（昭和49年度）を境に図書購入費や蔵書数の伸びが著しく、1974年度（昭和49年度）に47,477冊だった蔵書数は10年後の1984年度（昭和59年度）には188,967冊に達した。この時の建物は安城公園内にあるために都市公園法の規制を受け、立地条件はよかったものの、これ以上の増築は不可能だった。1980年（昭和55年）の安城市総合計画には新図書館構想が盛り込まれ、1981年度（昭和56年度）には新築移転の方向性が示された。1982年度（昭和57年度）中には移転場所が決定し、1983年（昭和58年）には競技設計方式で石本建築事務所が設計者に選定された。
1985年（昭和60年）4月1日には移転にそなえて休館となった。旧館は改修工事を経て、1985年（昭和60年）10月1日に児童用閲覧図書館として再開館したが、1996年（平成8年）に廃止された。
建物自体はその後市役所西庁舎として転用利用されている。

#### 安城市中央図書館(1985-2017)

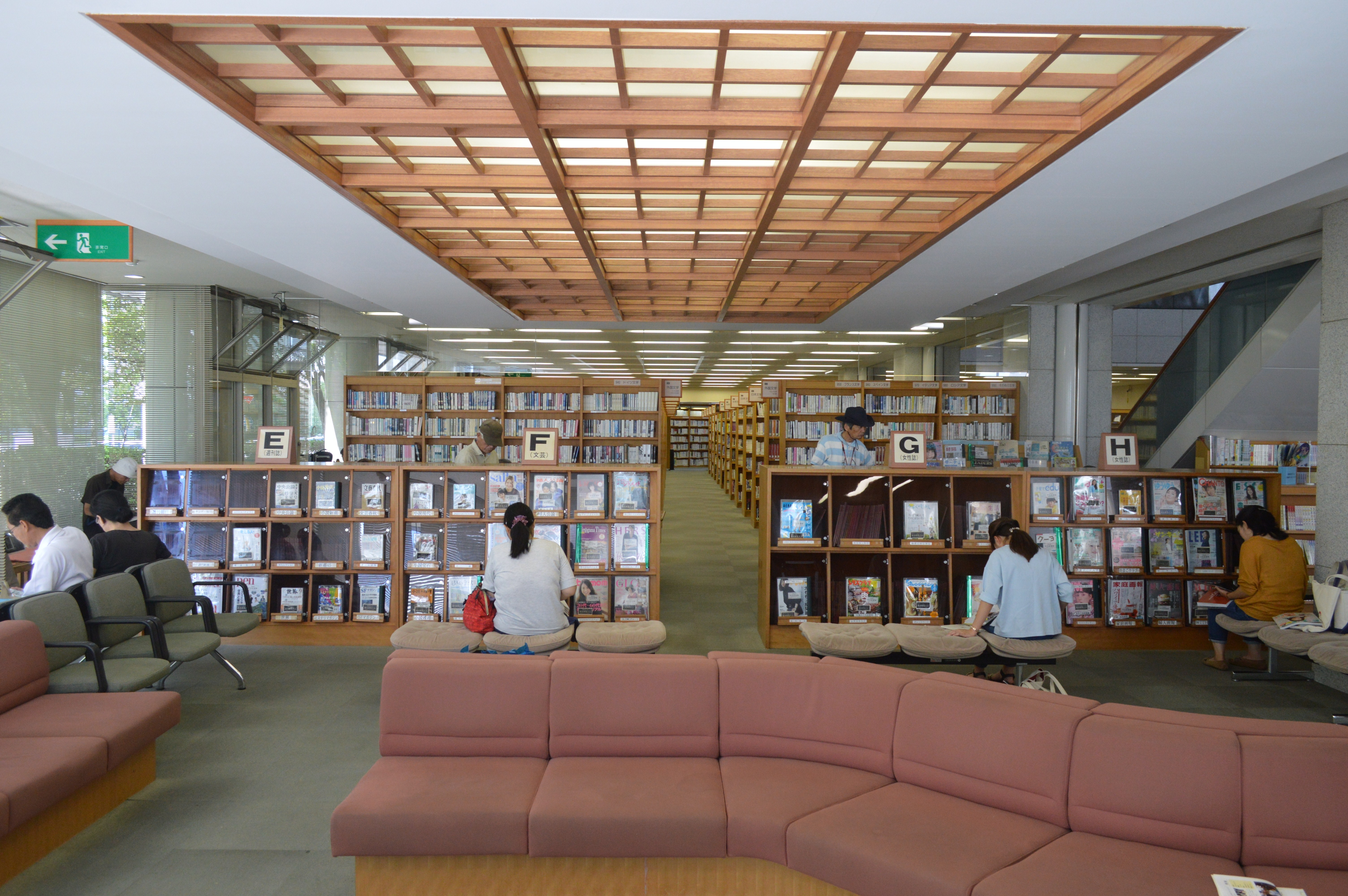
一般閲覧室の新聞・雑誌コーナーと書架

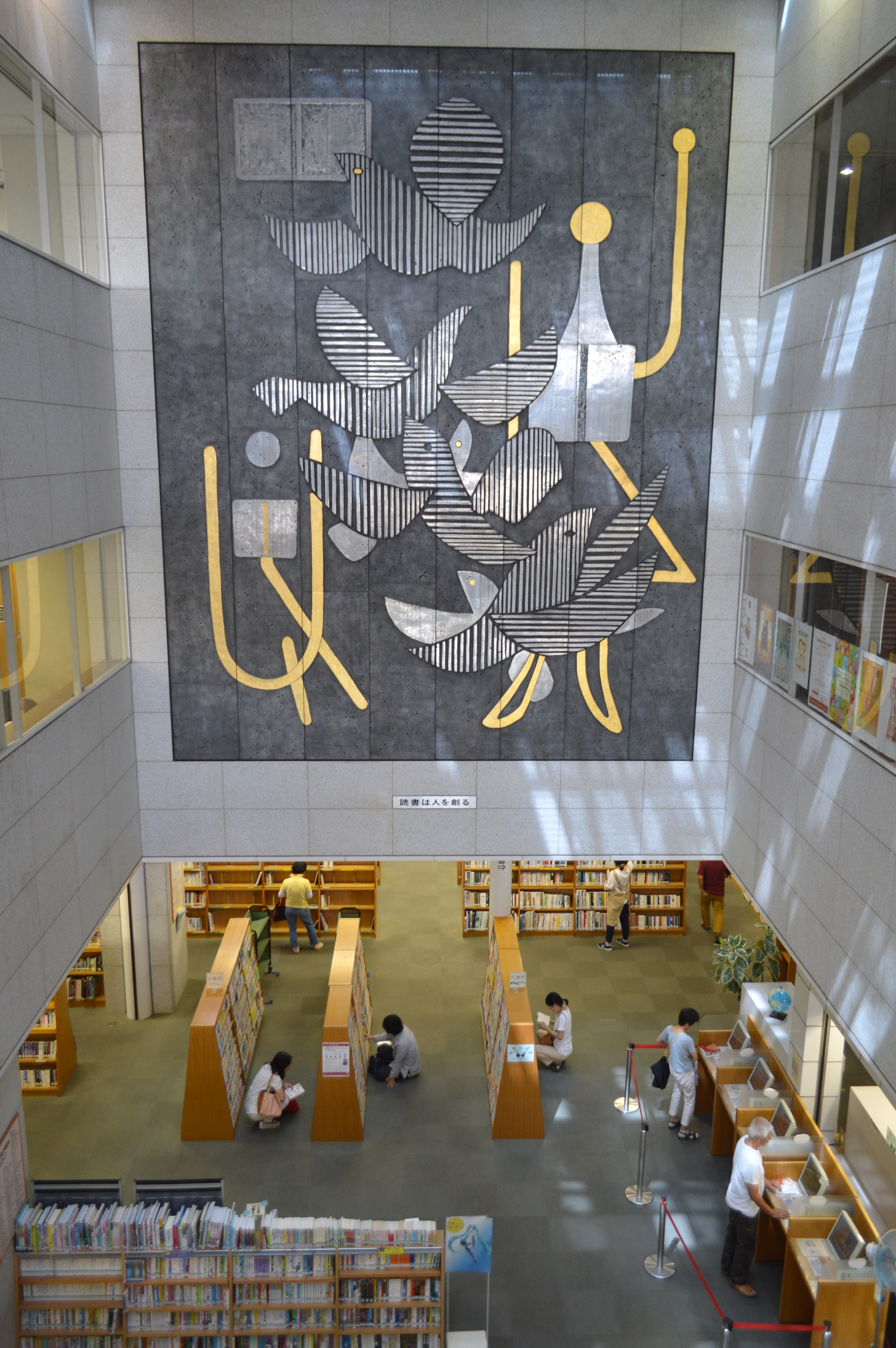
館内中央部にある壁画『読書は人を創る』

1985年（昭和60年）2月には安城町百々目木（現・城南町）の新館が竣工し、7月12日に安城市中央図書館として開館した。総工費は11億5920万円。吹き抜け正面の壁面には、安城文化協会が原画を製作した壁画『読書は人を創る』（幅6m×高さ7.5m）が飾られている。また、玄関前には海面に立つ波をデフォルメしたモニュメント『パピルスの海』が飾られている。蔵書収容能力は35万冊である。延床面積は3,994.45 m2であり、旧館の約3倍となった。この新館は1986年（昭和61年）に中部建築賞を受賞している。
移転にともなってコンピュータシステムを導入。貸出冊数を3点から5点に拡大し、レコードとカセットテープの館内試聴を開始した。1989年（平成元年）にはCDの館内視聴を開始した。1990年（平成2年）には中央図書館と各公民館図書室の間に図書業務オンラインシステムを導入した。1992年（平成4年）には愛知県図書館オンライン検索システムに接続した。
それまでは館外貸出の対象を安城市在住・在勤・在学者に制限していたが、1995年（平成7年）には碧海5市（安城市に加えて碧南市、刈谷市、知立市、高浜市）の在住・在勤・在学者に対して貸出カードの発行を始めた。2001年（平成13年）には広域行政圏利用を拡大し、安城市に隣接する3市（岡崎市、豊田市、西尾市）の在住者に対して貸出カードの発行をはじめた。
1995年（平成7年）には夏季開館時間延長サービスを開始し、2001年（平成13年）と2004年（平成16年）にこのサービスを拡大した結果、6月-9月の平日すべてで開館時間を延長している。1998年（平成10年）には文庫本の貸出を開始し、1999年（平成11年）にはCDと漫画本の貸出を開始した。2000年（平成12年）7月には対面朗読室内に弱視者コーナーが設置された。
2003年（平成15年）1月にはインターネット蔵書検索システム(OPAC)を導入し、4月にはインターネット予約システムを開始した。2005年（平成17年）には弱視者コーナーを郷土資料・行政資料コーナーに改修。貸出冊数を「5点」から「図書・雑誌10点、視聴覚資料は別に5点」に拡大した。これによって貸出冊数が約30%増加し、特に絵本などの児童書は50%以上の増加、AV資料は80%以上の増加を見た。開館20周年を機に、2005年（平成17年）6月30日には安城図書館友の会が設立された。安城図書館友の会は図書館まつりや除籍本リサイクルフェアの企画・運営などを行っている。7月15日には中央図書館開館以後の入館者数が500万人を突破した。
2006年（平成18年）には児童室内にティーンズコーナーを設置。12月7日には入口にICタグ対応ゲートを設置した。安城市内にはトヨタグループなど製造業企業が多く所在する。これらの企業の社員がボランティアで返却図書の配架奉仕作業を行っており、2006年度（平成18年）にはデンソー、ジェイテクト学園生、トヨタ自動車、豊田自動織機、サンバレーの社員が配架奉仕作業を行った。2007年（平成19年）2月27日にはパソコンコーナーを設置し、パソコンコーナーに3台、郷土資料室内に2台パソコンを設置した。2008年（平成20年）には貸出券を磁気カードに変更した。2014年（平成26年）3月末には10代向け本のコーナーを新設した。
城南町の建物は2017年（平成29年）1月31日に閉館し、改修工事を経て2018年（平成30年）7月17日に安城市子ども発達支援センター「あんステップ♬」となった。図書室機能も引き継がれ、育児や子どもの発達に関する資料を中心とした蔵書を有し、図書情報館・公民館図書室で借りた図書の返却・予約資料の受け取りが可能である。

#### 安城市図書情報館(2017-)
2002年（平成14年）には安城更生病院がJR東海道線安城駅前市街地から郊外に移転し、病院跡地は2003年（平成15年）から更地となっていた。2009年（平成21年）4月には安城市が病院跡地利用の素案をまとめ、中央図書館を置き換える新図書館を複合施設の中核とすることが決定した。2012年（平成24年）には中心市街地拠点整備事業の実施方針をまとめ、安城市としては初となるPFI方式の採用を決定した。
2015年（平成27年）6月3日には、安城市図書情報館という名称の新図書館を核とする中心市街地拠点整備事業の起工式が行われた。この事業にはPFI方式が採用されており、清水建設を中心とする企業グループが15年間にわたって設計・建設・維持管理を行う。15年間の維持管理費を含めた施設全体の総事業費は62億5320万円。
2016年（平成28年）1月には拠点施設の愛称が「アンフォーレ」に決定。この間の2014年6月30日には『未来をつくる図書館』（岩波新書）の著者菅谷明子の講演会が行われ、2016年2月13日には『未来の図書館、はじめませんか?』（青弓社）の共著者岡本真の講演会が行われ、同年12月4日には『つながる図書館』（ちくま新書）の著者猪谷千香の講演会が行われた。
2017年（平成29年）6月1日にはアンフォーレが開業し、同時に安城市図書情報館も開館した。

## 各館

### 安城市図書情報館（2017年開館）

#### 施設案内
| フロア | 施設案内           | 施設案内 |
| ------ | ------------------ | --- |
| 2階    | 子どものフロア     | 児童書、つどいのへや、でんでんむしのへや、なんきちさんのへや、授乳室・子ども用トイレ、新聞・雑誌コーナー、予約本コーナー、予約本受取機                           |
| 3階    | 暮らしのフロア     | 一般書、グループ学習室、ディスカッションコーナー、ビジネス支援センター、編集・録音スタジオ、健康支援室・講座室、データベースコーナー、デジタルアーカイブコーナー |
| 4階    | 学問と芸術のフロア | 一般書、個人学習室、公開書庫 |

公共交通機関ではJR東海道本線安城駅南口から徒歩5分である。名鉄バスまたはあんくるバス（安城市コミュニティバス）でもアクセス可能である。

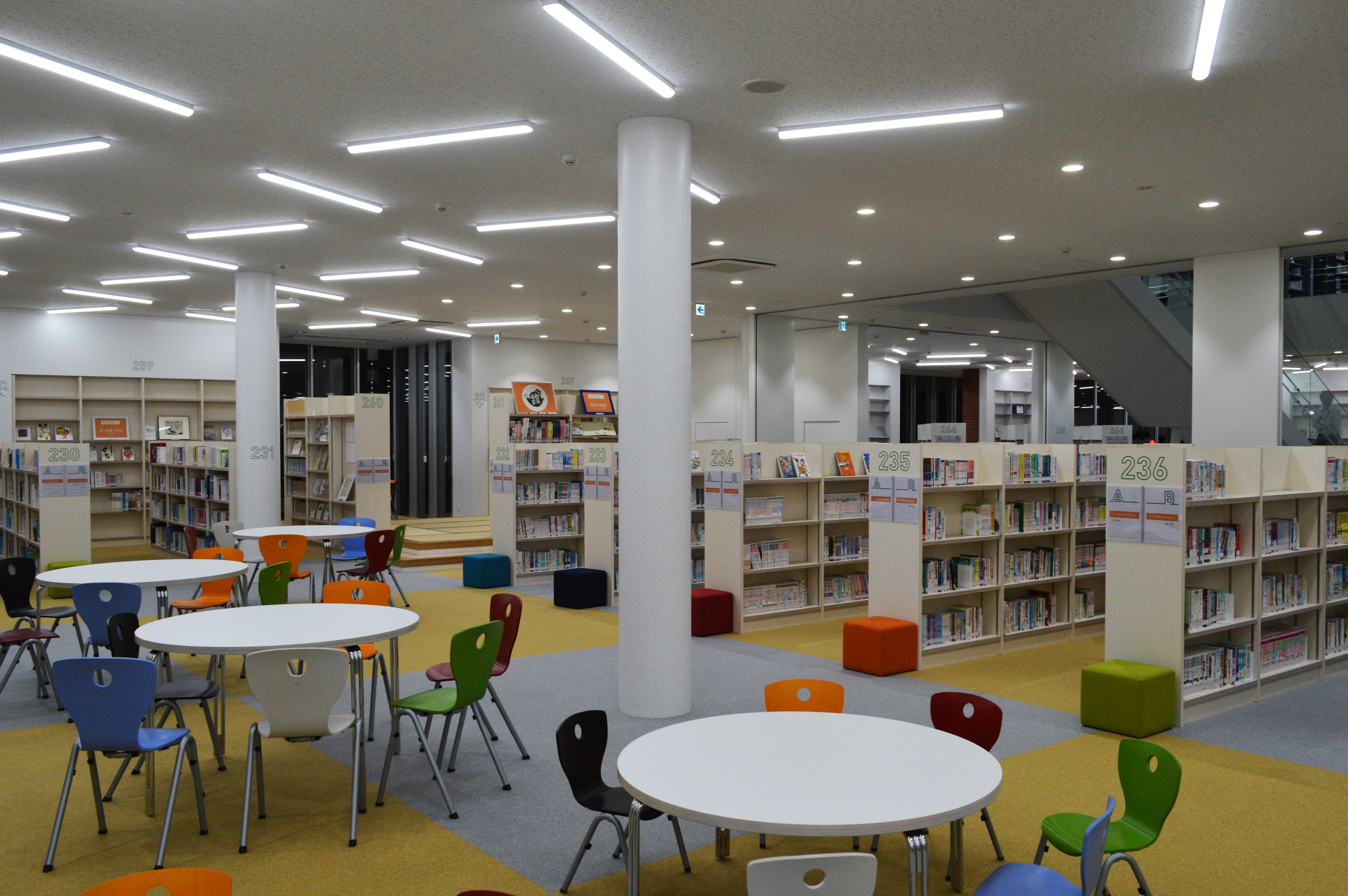
2階の児童書フロア
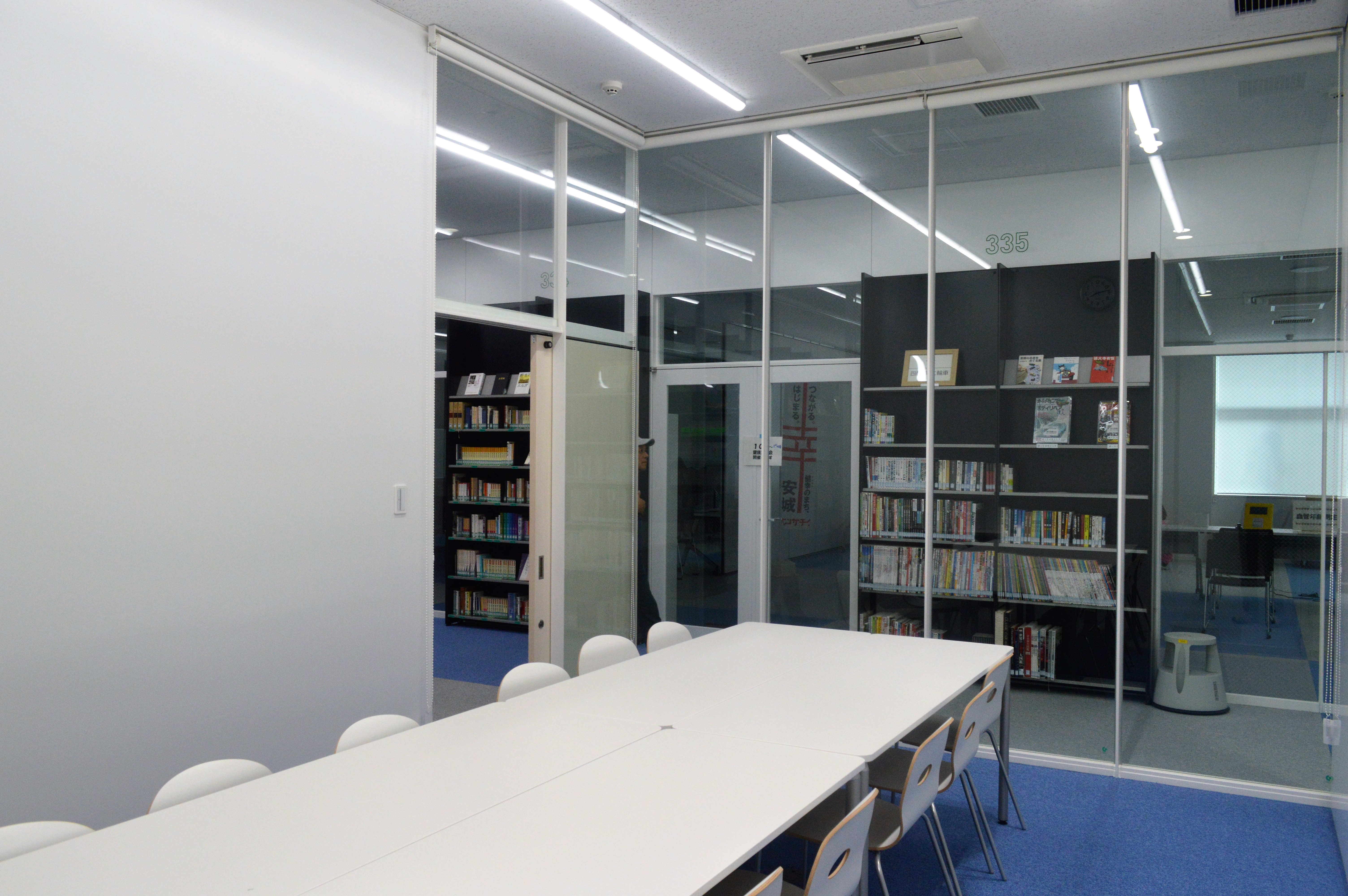
3階のグループ学習室
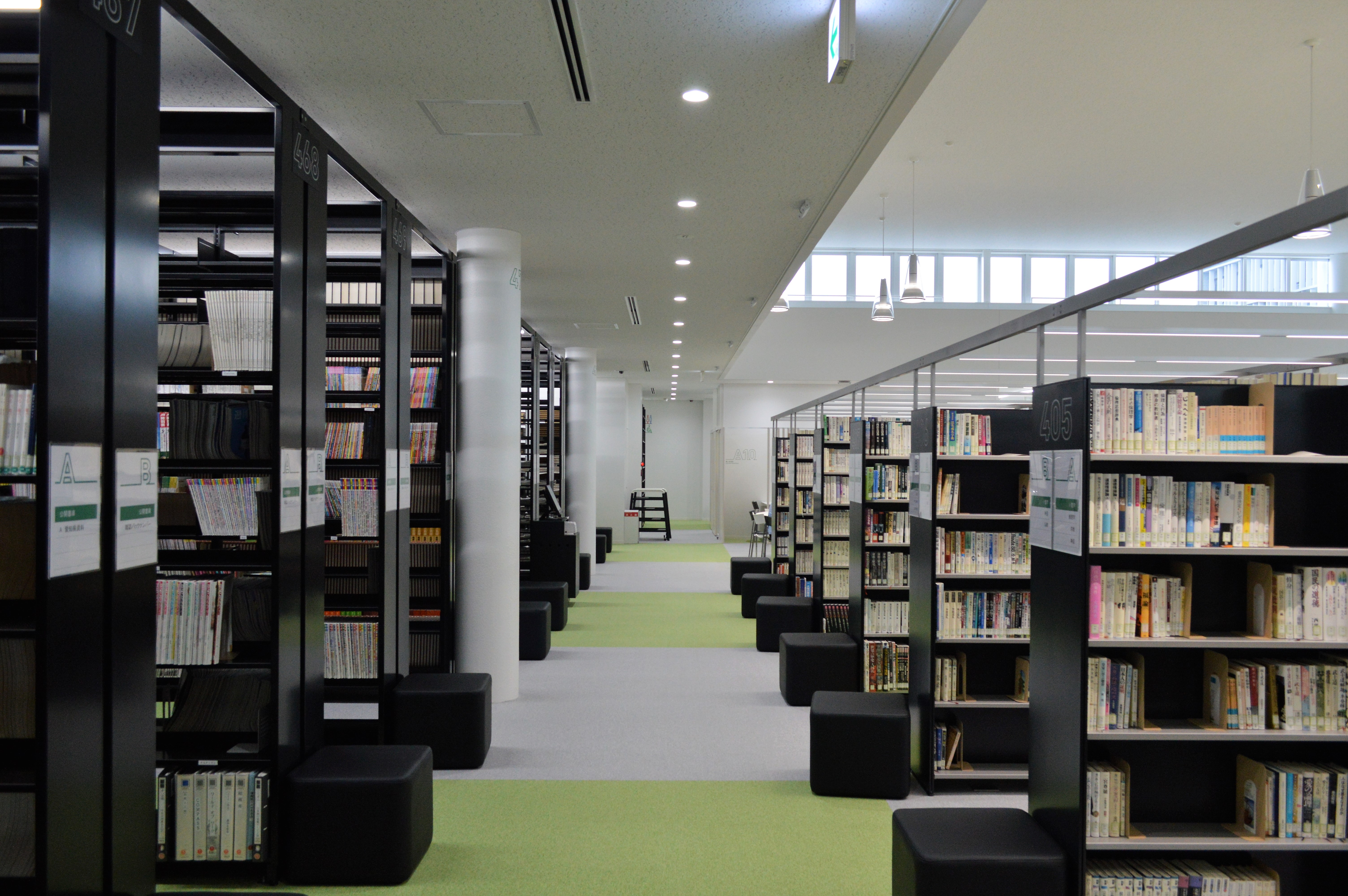
4階の公開書庫（左）
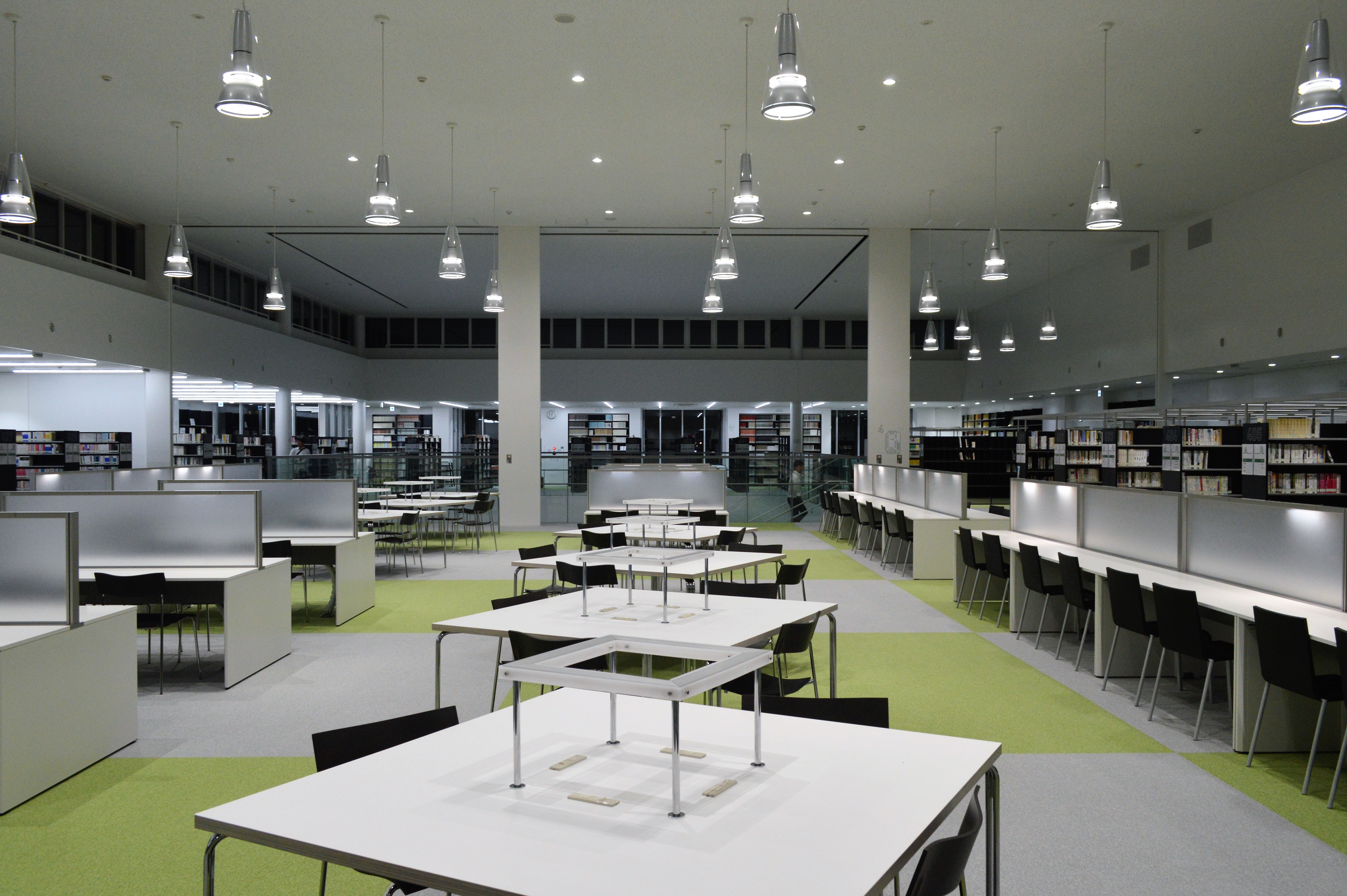
4階の閲覧席
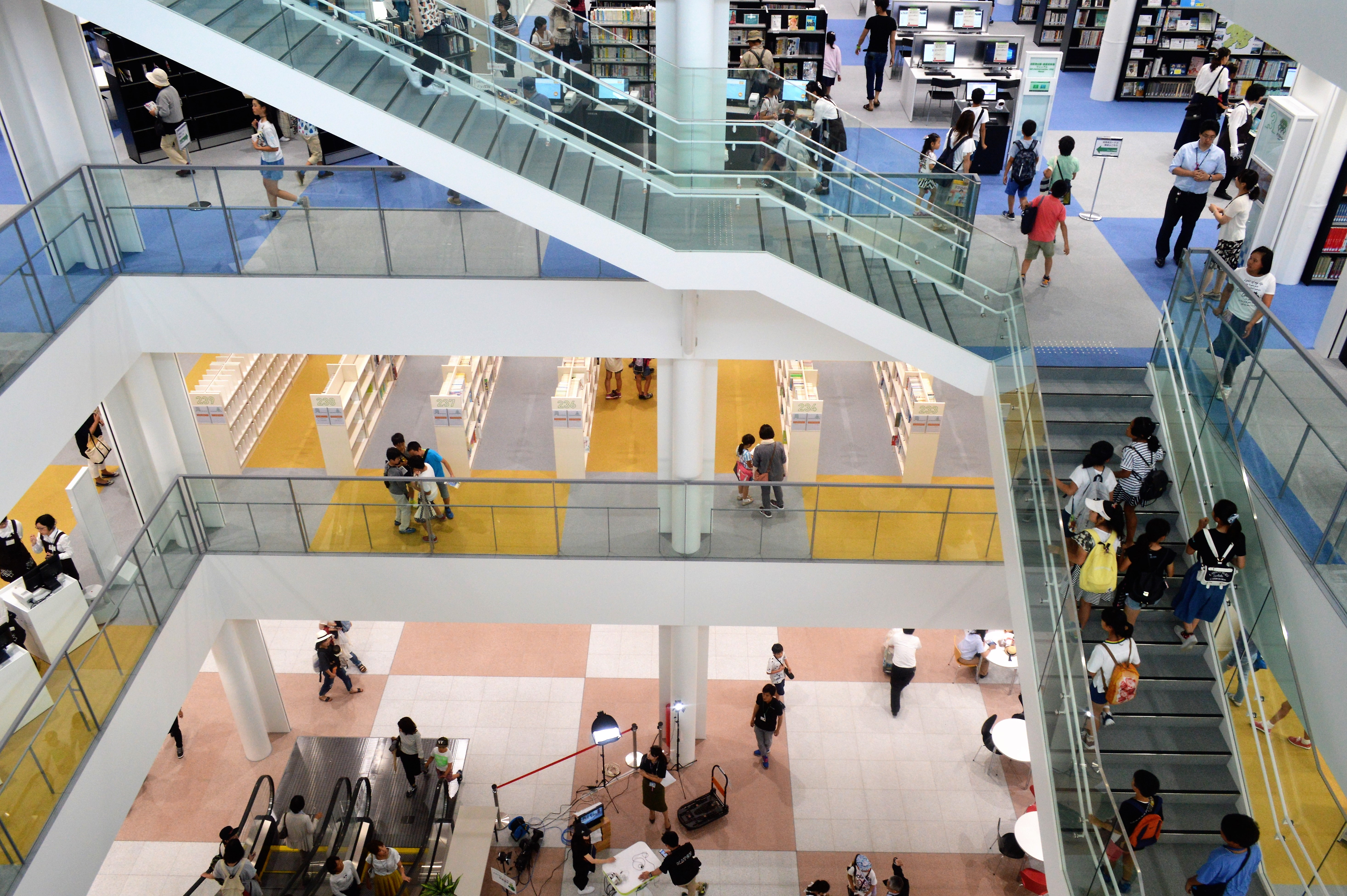
4階から見た吹き抜け

### 安城市中央図書館（2017年閉館）

#### 施設案内
| フロア | 延床面積    | 施設案内                                                                                          |
| ------ | ----------- | ------------------------------------------------------------------------------------------------- |
| 1階    | 1,715.63 m2 | 一般開架閲覧室、児童開架閲覧室、お話しコーナー、 ブラウジングコーナー、パソコンコーナー、書庫など |
| 2階    | 1,578.3 m2  | 郷土・参考資料室、視聴覚室、会議室、閉架書庫など                                                  |
| 3階    | 651.47 m2   | 特別閲覧室、休憩室                                                                                |

公共交通機関では名鉄バスまたはあんくるバスでアクセス可能だった。名鉄バスでは「更生病院行き」に乗車して「中央図書館東」停留所で下車する。あんくるバスでは南部線・高棚線に乗車して「昭林公園」停留所で下車するか、循環線に乗車して「南中学校」停留所で下車する。
安城市中央図書館の蔵書収容能力は35万冊だった。閲覧席数は287席（机椅子席が79席、椅子のみ席が82席、持込み学習席が126席）だった。1階のPCコーナーに3席、2階の郷土参考資料室に2席、計5席のインターネット用パソコン席を設置していた。2013年5月には公衆無線LAN(Wi-Fi)を無料で開放する実証実験を開始した。

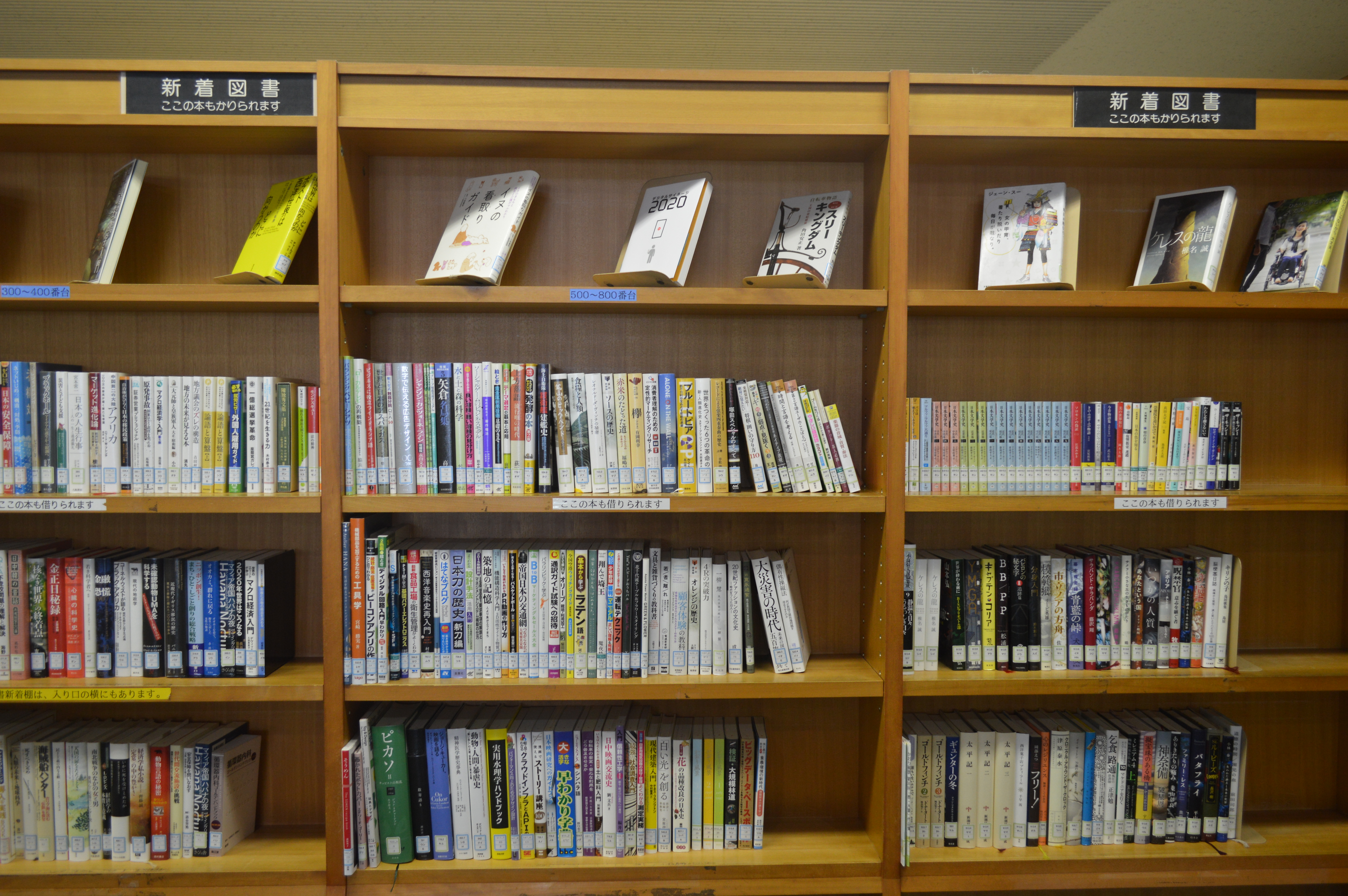
一般閲覧室の新刊コーナー
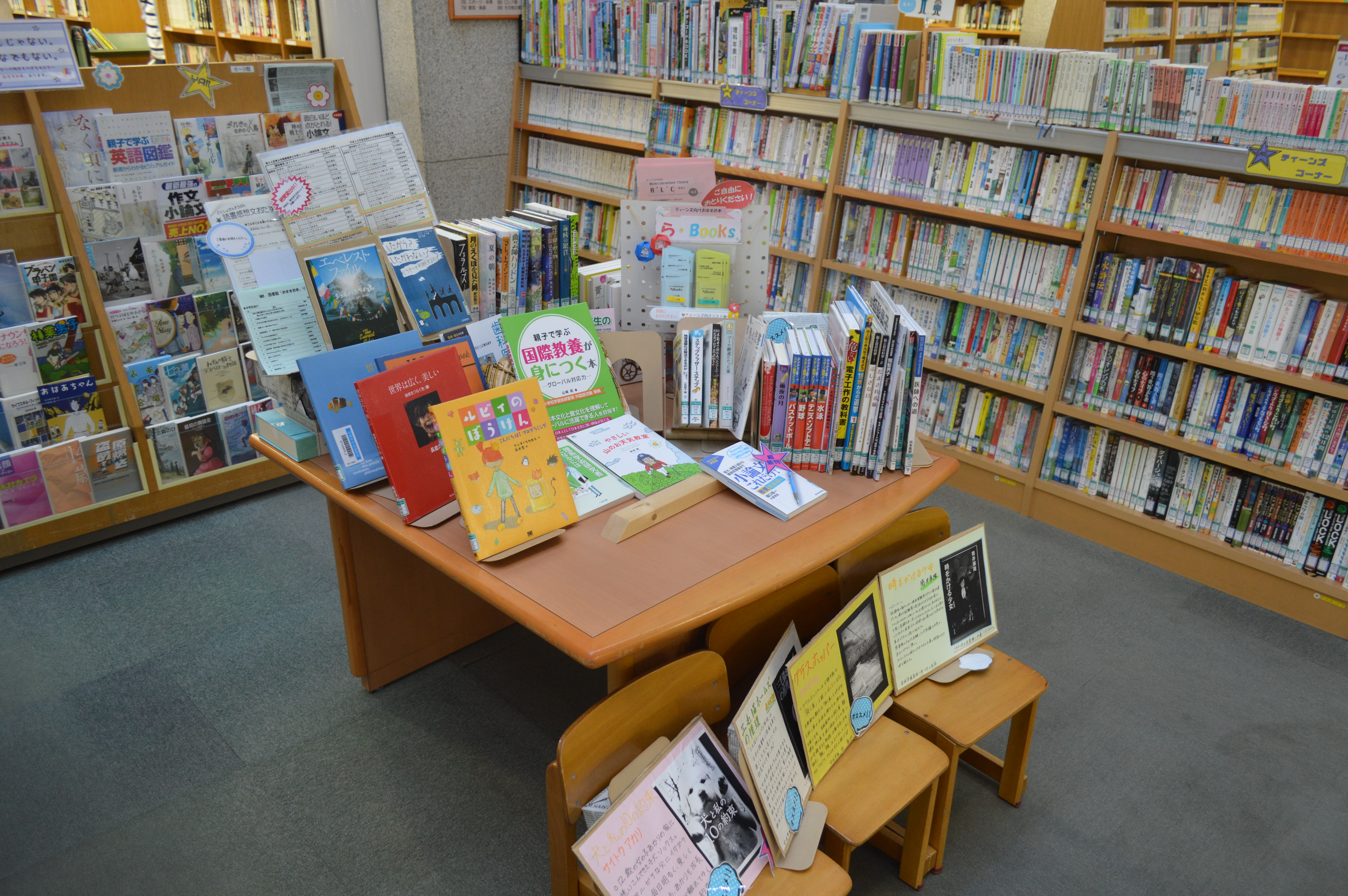
一般閲覧室の10代向け本コーナー
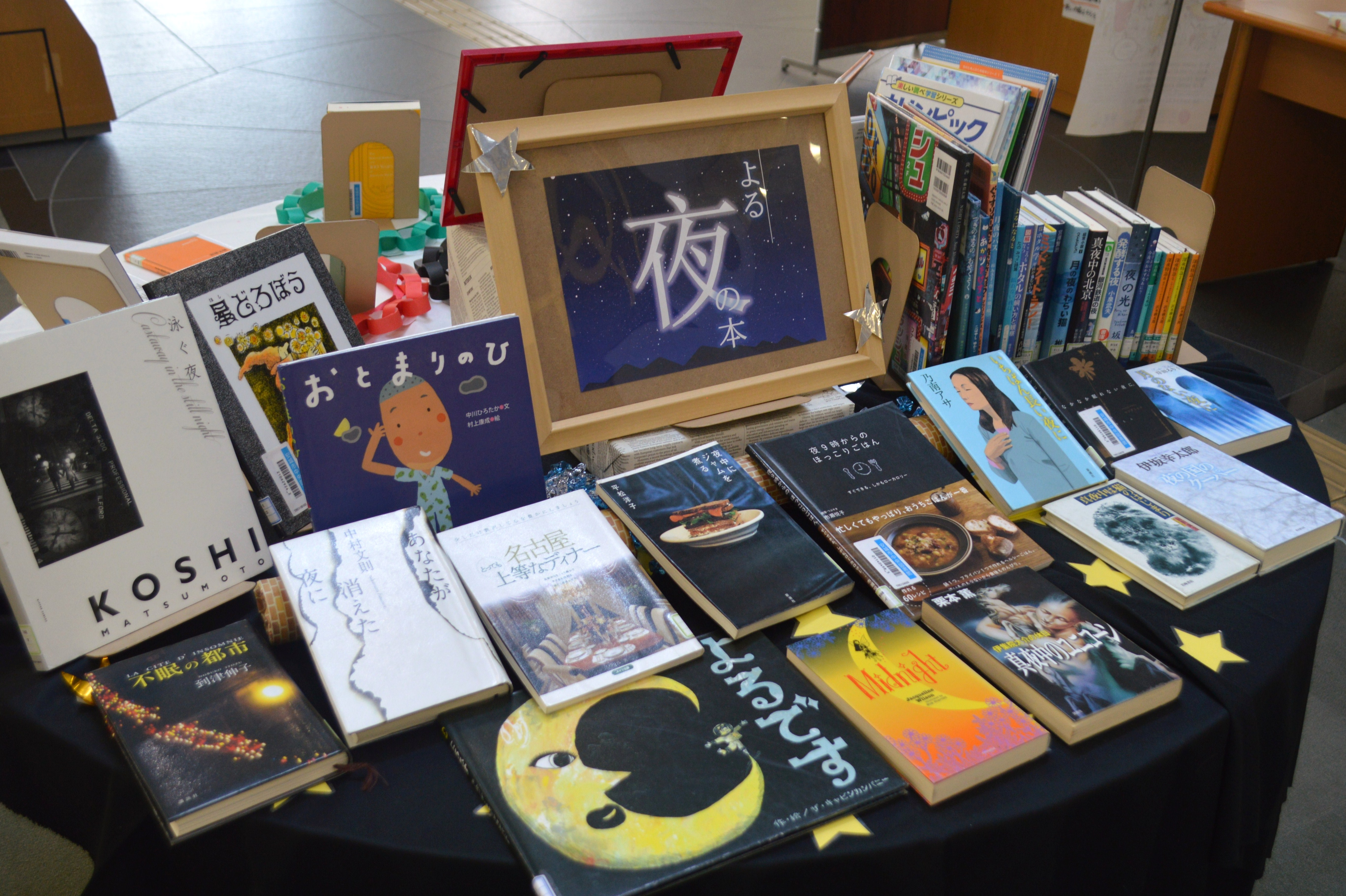
一般閲覧室の特集展示
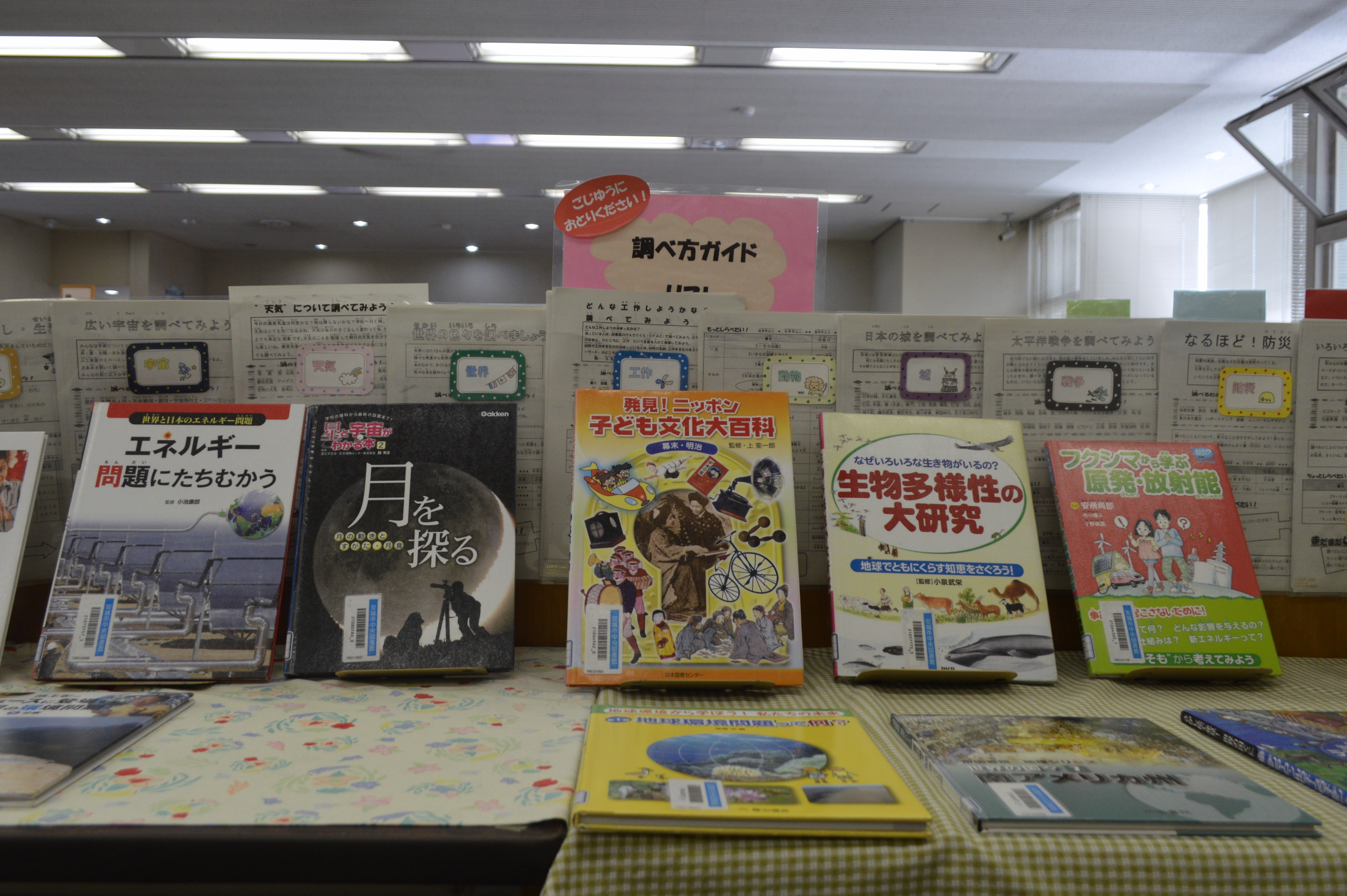
児童開架閲覧室
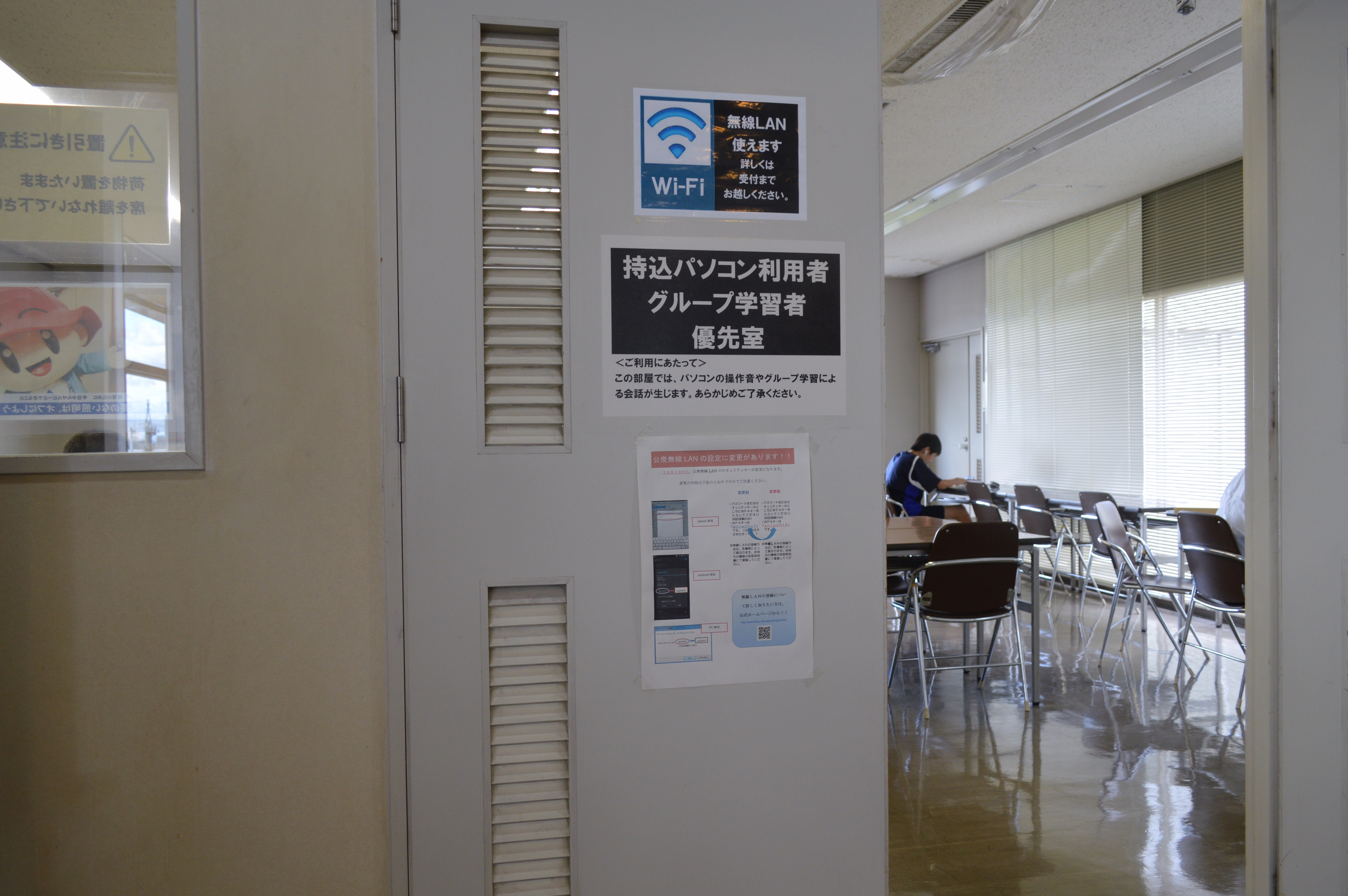
持込パソコン利用者・グループ学習者優先室

### 公民館図書室
| 安城市図書館の公民館図書室一覧 | 安城市図書館の公民館図書室一覧           | 安城市図書館の公民館図書室一覧 | 安城市図書館の公民館図書室一覧 | 安城市図書館の公民館図書室一覧 | 安城市図書館の公民館図書室一覧 |
| 分類                           | 名称                                     | 所在地                         | 設置日                         | 延床面積                       | 蔵書数 （2022年度）            |
| ------------------------------ | ---------------------------------------- | ------------------------------ | ------------------------------ | ------------------------------ | ------------------------------ |
| 公民館 図書室                  | 桜井公民館図書室                         | 桜井町大役田1番地1             | 1980年4月1日                   | 121 m2                         | 約26,000冊                     |
| 公民館 図書室                  | 明祥公民館図書室                         | 和泉町大下38番地               | 1980年10月1日                  | 132 m2                         | 約16,000冊                     |
| 公民館 図書室                  | 北部公民館図書室                         | 里町山崎35番地                 | 1983年4月1日                   | 170 m2                         | 約36,000冊                     |
| 公民館 図書室                  | 西部公民館図書室                         | 福釜町釜ヶ渕20番地1            | 1985年4月1日                   | 168 m2                         | 約19,000冊                     |
| 公民館 図書室                  | 作野公民館図書室                         | 篠目町古林畔26番地             | 1988年4月1日                   | 116 m2                         | 約26,000冊                     |
| 公民館 図書室                  | 安祥公民館図書室                         | 安城町城堀30番地               | 1990年4月1日                   | 90 m2                          | 約13,000冊                     |
| 公民館 図書室                  | 東部公民館図書室                         | 大岡町源覚16番地               | 1991年4月1日                   | 111 m2                         | 約12,000冊                     |
| 公民館 図書室                  | 二本木公民館図書室                       | 三河安城本町1丁目13番地9       | 1993年4月28日                  | 128 m2                         | 約30,000冊                     |
| 公民館 図書室                  | 中部公民館図書室                         | 新田町小山西83番地             | 1995年8月7日                   | 124 m2                         | 約15,000冊                     |
| その他                         | 子育て支援総合拠点施設 「あんぱ～く」    | 大東町8-2                      | 2011年1月29日                  | 52 m2                          | 約2,700冊                      |
| その他                         | KEY PORT                                 | 御幸本町1-1                    | 2015年11月                     | 38 m2                          | 約500冊                        |
| その他                         | 子ども発達支援センター 「あんステップ♬」 | 城南町2-10-3                   | 2018年7月17日                  | 開架337 m2 書庫404 m2          | 約182,000冊                    |

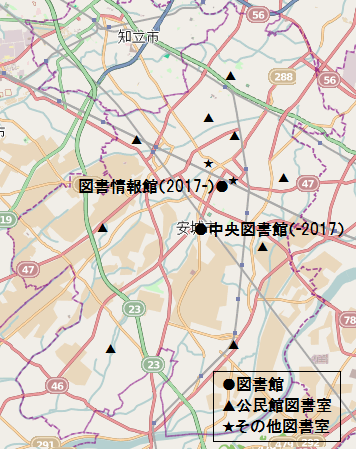
安城市図書館の一覧

1967年（昭和42年）には安城市が桜井町を編入合併し、桜井町公民館図書室を復活させた桜井文庫が設置された。安城市役所桜井支所の老朽化にともなって桜井公民館を新築し、1980年（昭和55年）4月1日には安城市初の公民館図書室として桜井公民館図書室が開設された。開設当初は4,000冊の蔵書を有し、1985年（昭和60年）には13,000冊に増加している。
1980年（昭和55年）10月には南部の和泉町に農村環境改善センターが開館し、センター内に農村センター図書室（現・南部公民館図書室）が開設された。開設当初は2,600冊の蔵書を有し、1984年（昭和59年）には11,715冊に増加している。1983年（昭和58年）には北部公民館図書室が、1985年（昭和60年）には西部公民館図書室が開設された。それぞれ北部児童センター、西部運動広場を併設していることが特徴である。北部公民館図書室の1984年（昭和59年）の蔵書数は13,394冊、西部公民館図書室の1985年（昭和60年）の蔵書数は11,333冊である。
1985年（昭和60年）の中央図書館移転時には中央図書館にコンピュータが導入され、中央図書館と各公民館図書室はコンピュータシステムで結ばれた。1988年（昭和63年）には作野公民館図書室、1990年（平成2年）には安城公民館図書室、1991年（平成3年）には東部公民館図書室と南部公民館図書室、1993年（平成5年）には二本松公民館図書室、1995年（平成7年）には中部公民館図書室を開設している。

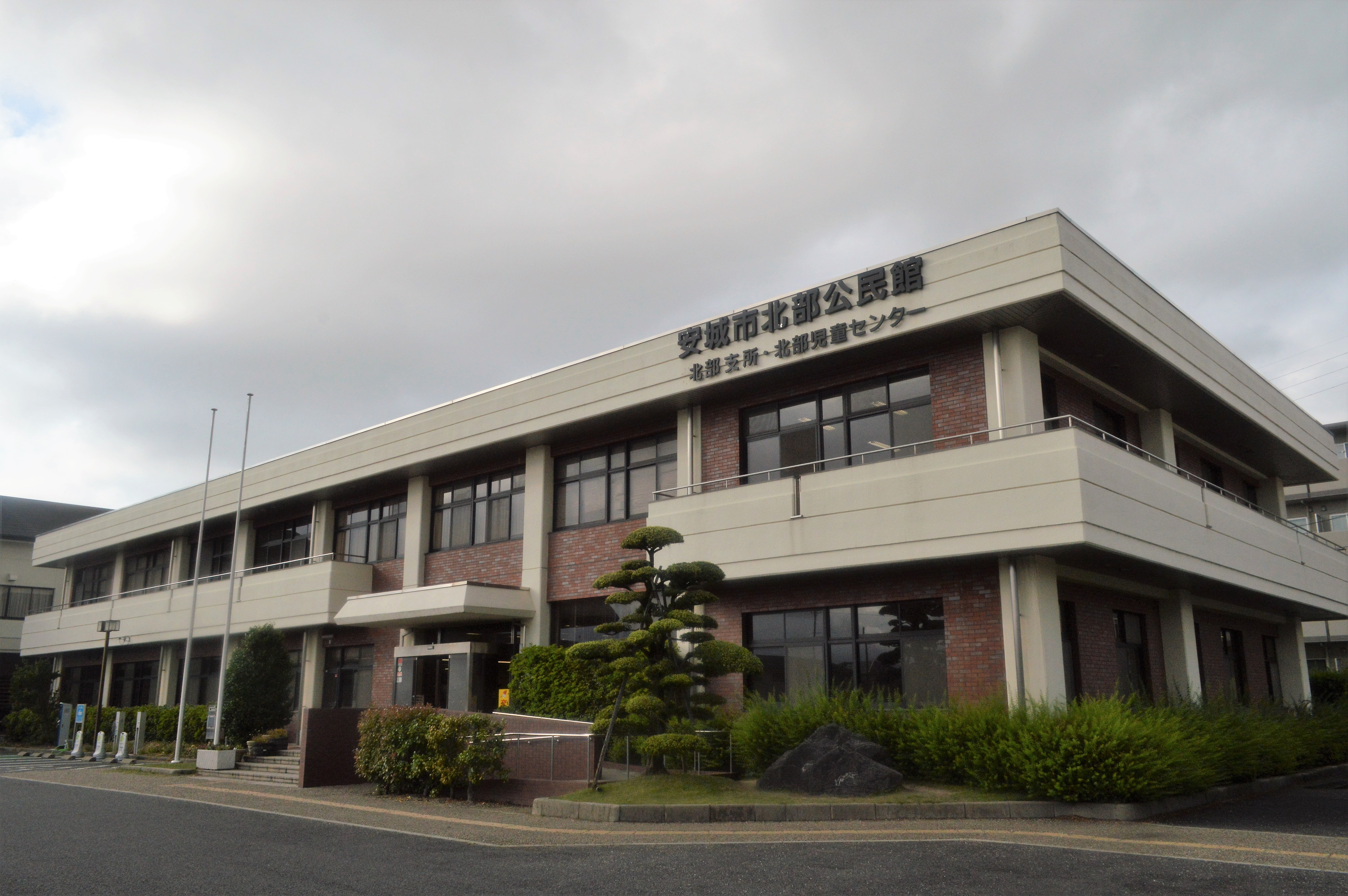
安城市北部公民館
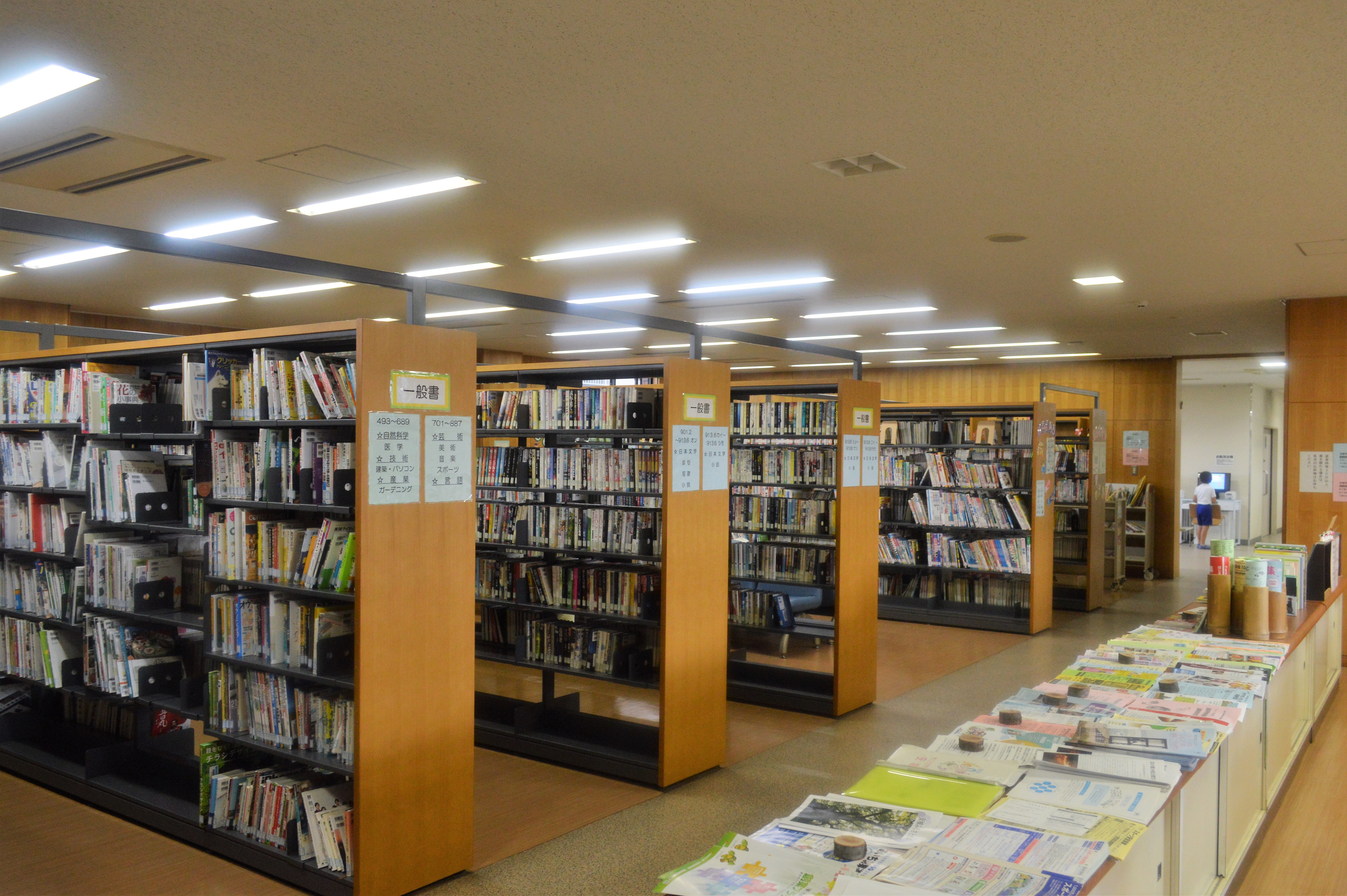
北部公民館図書室
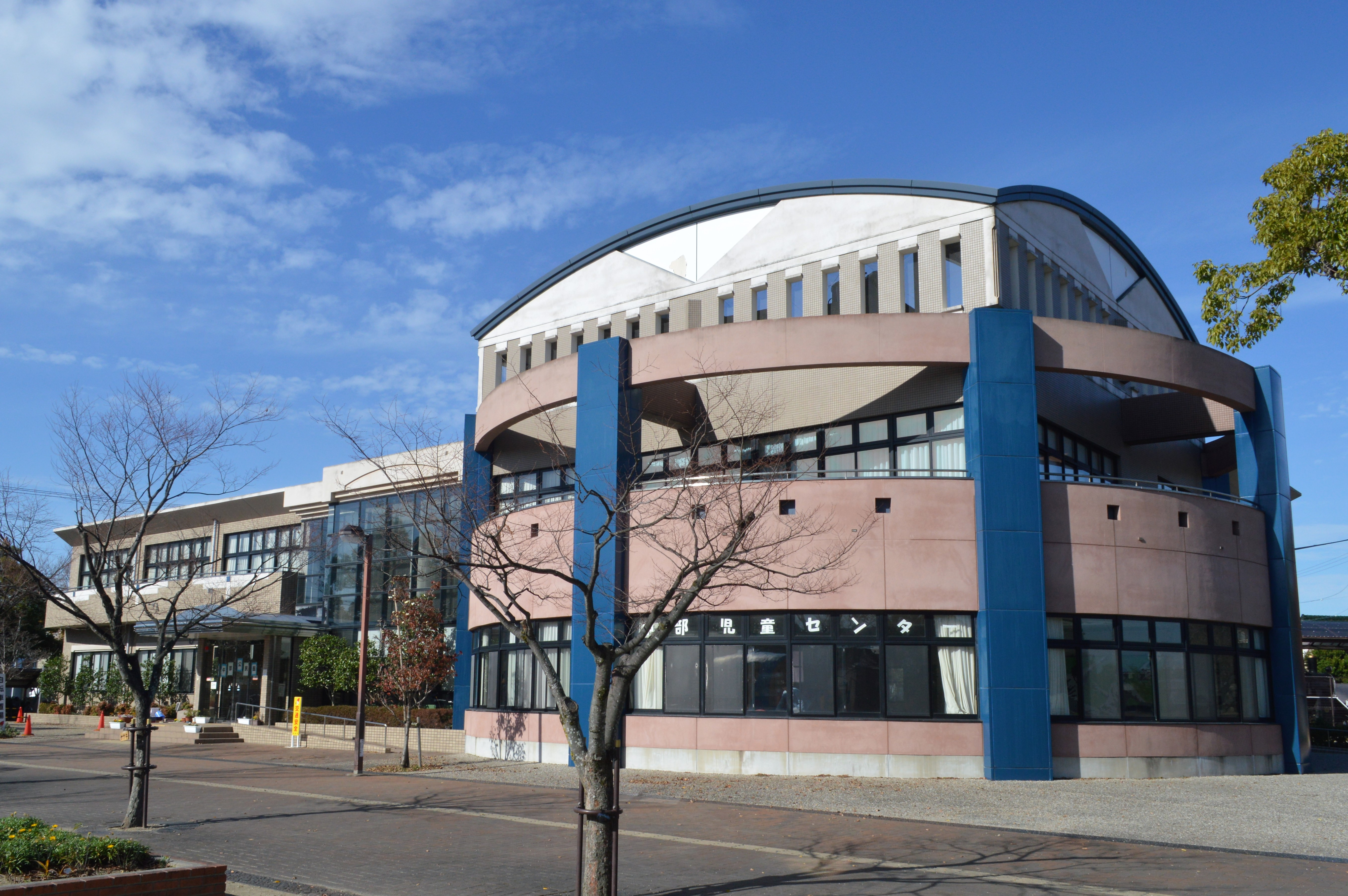
安城市中部公民館
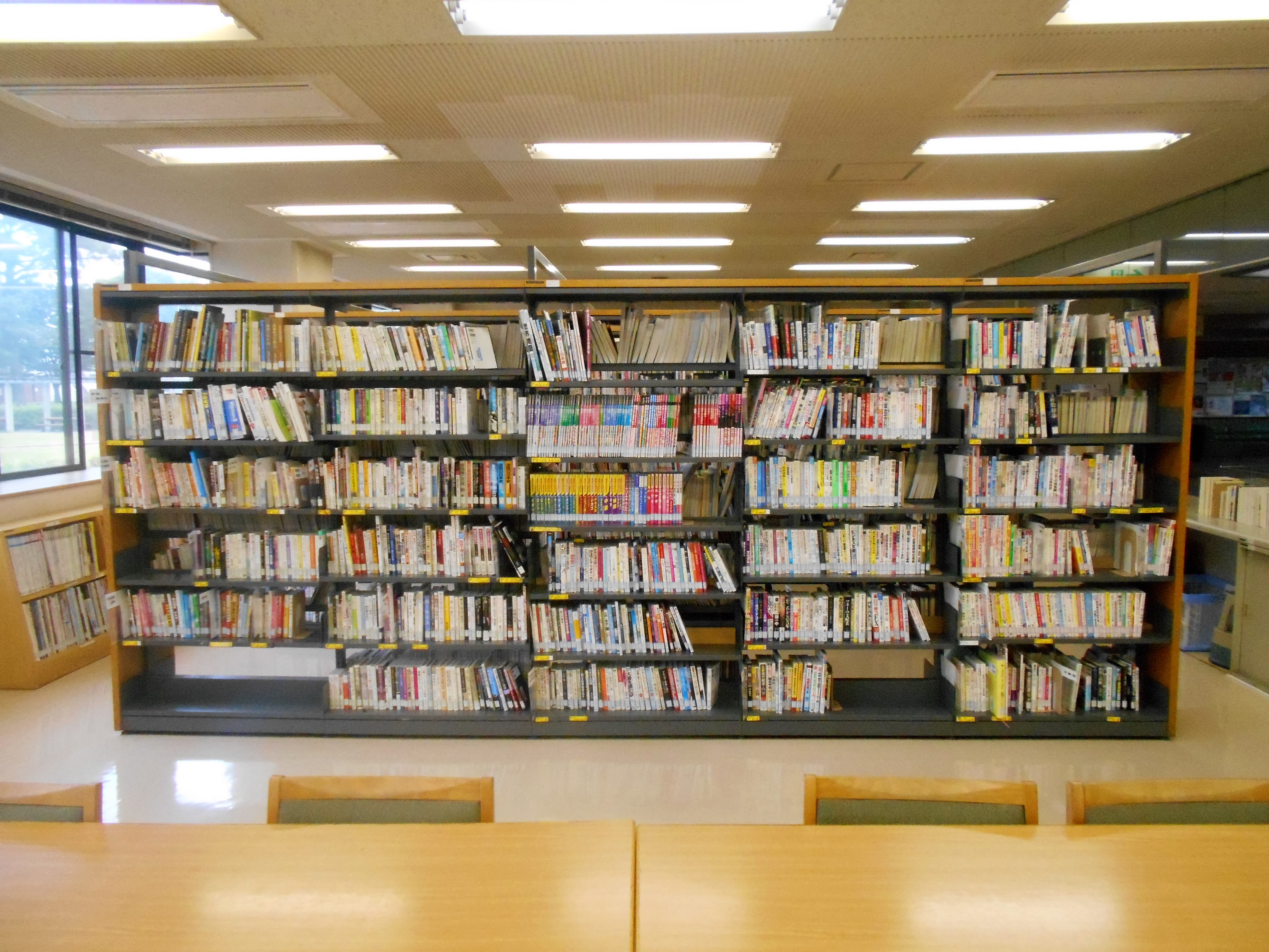
中部公民館図書室
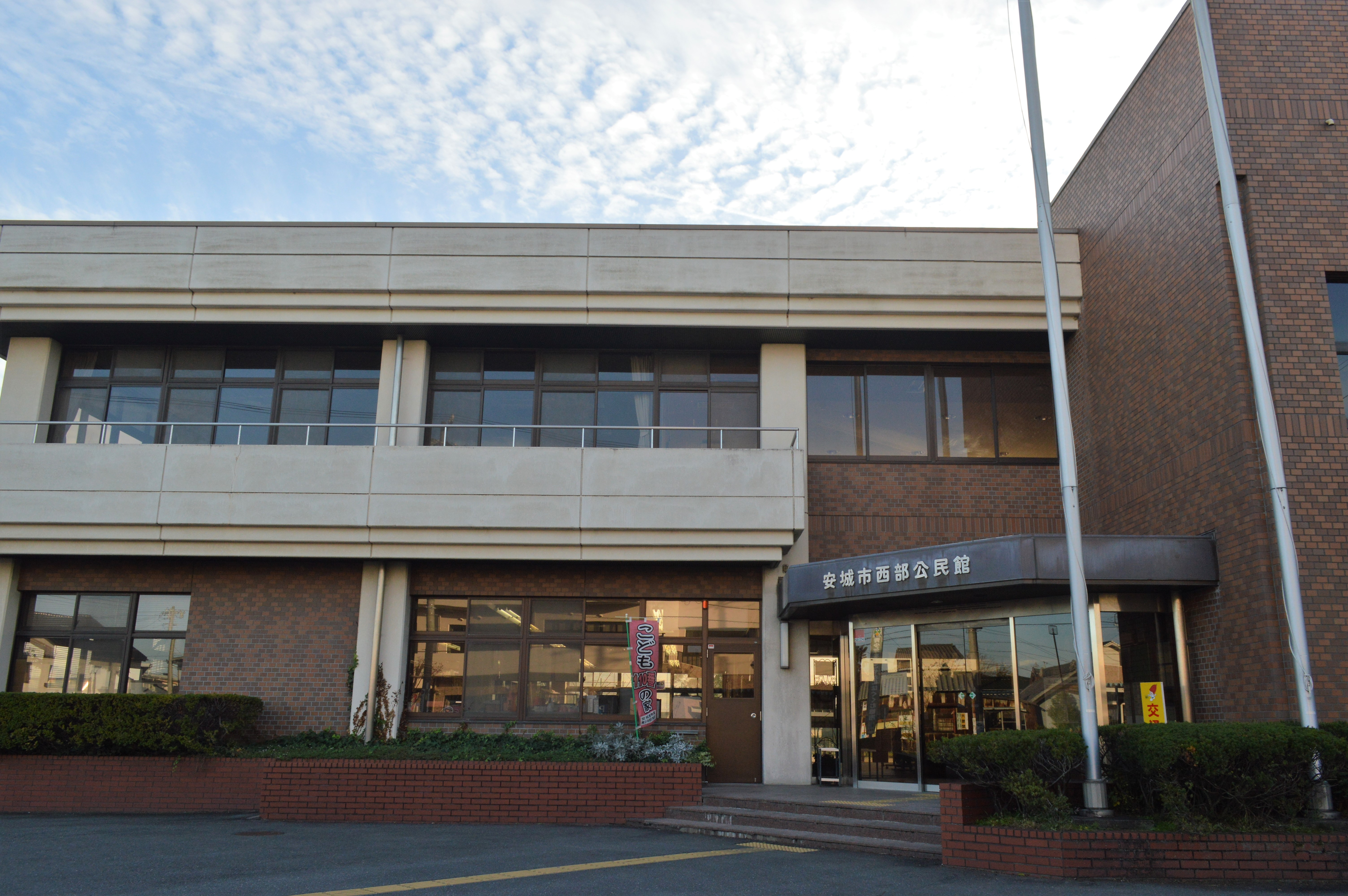
安城市西部公民館
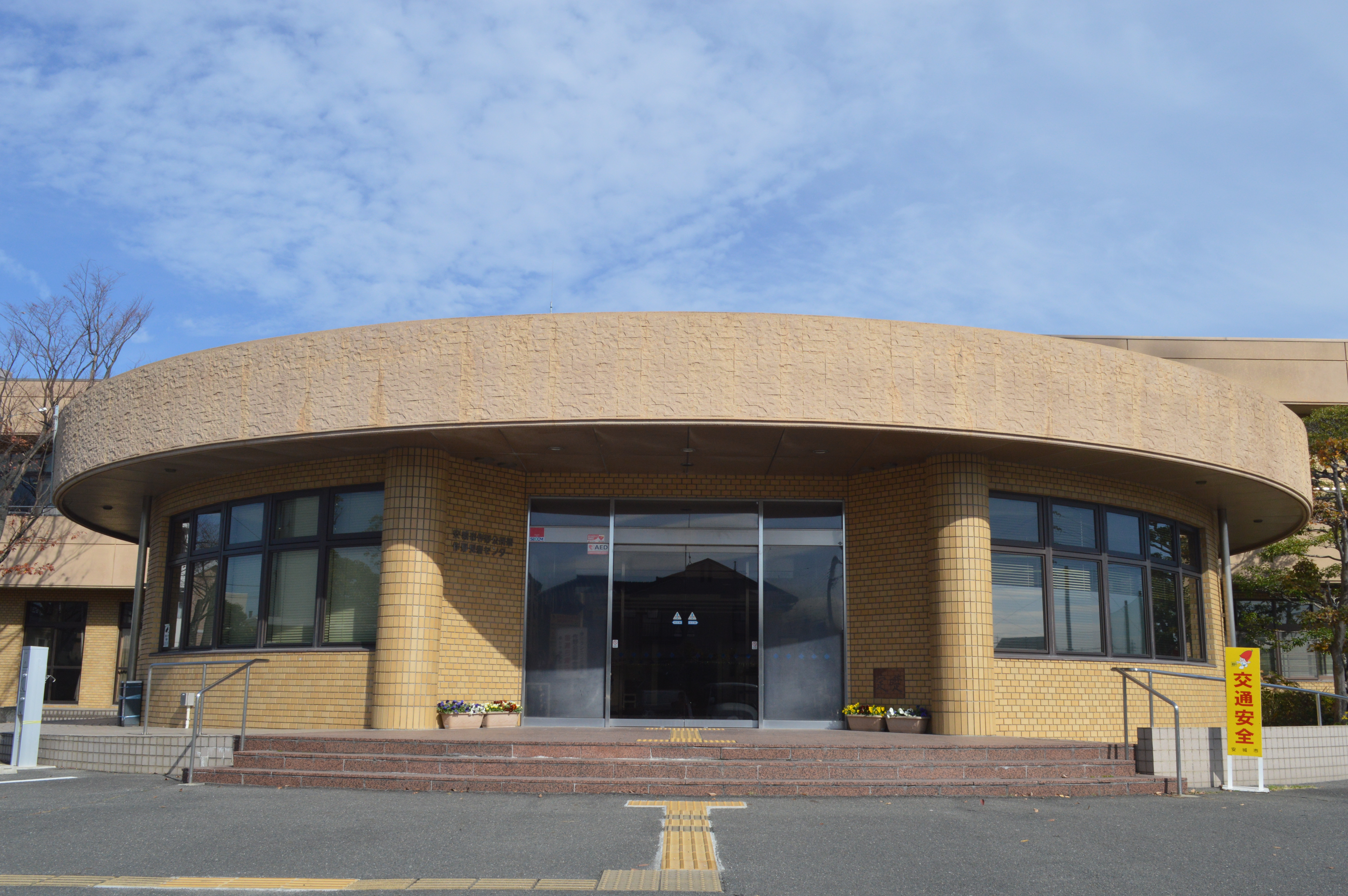
安城市作野公民館
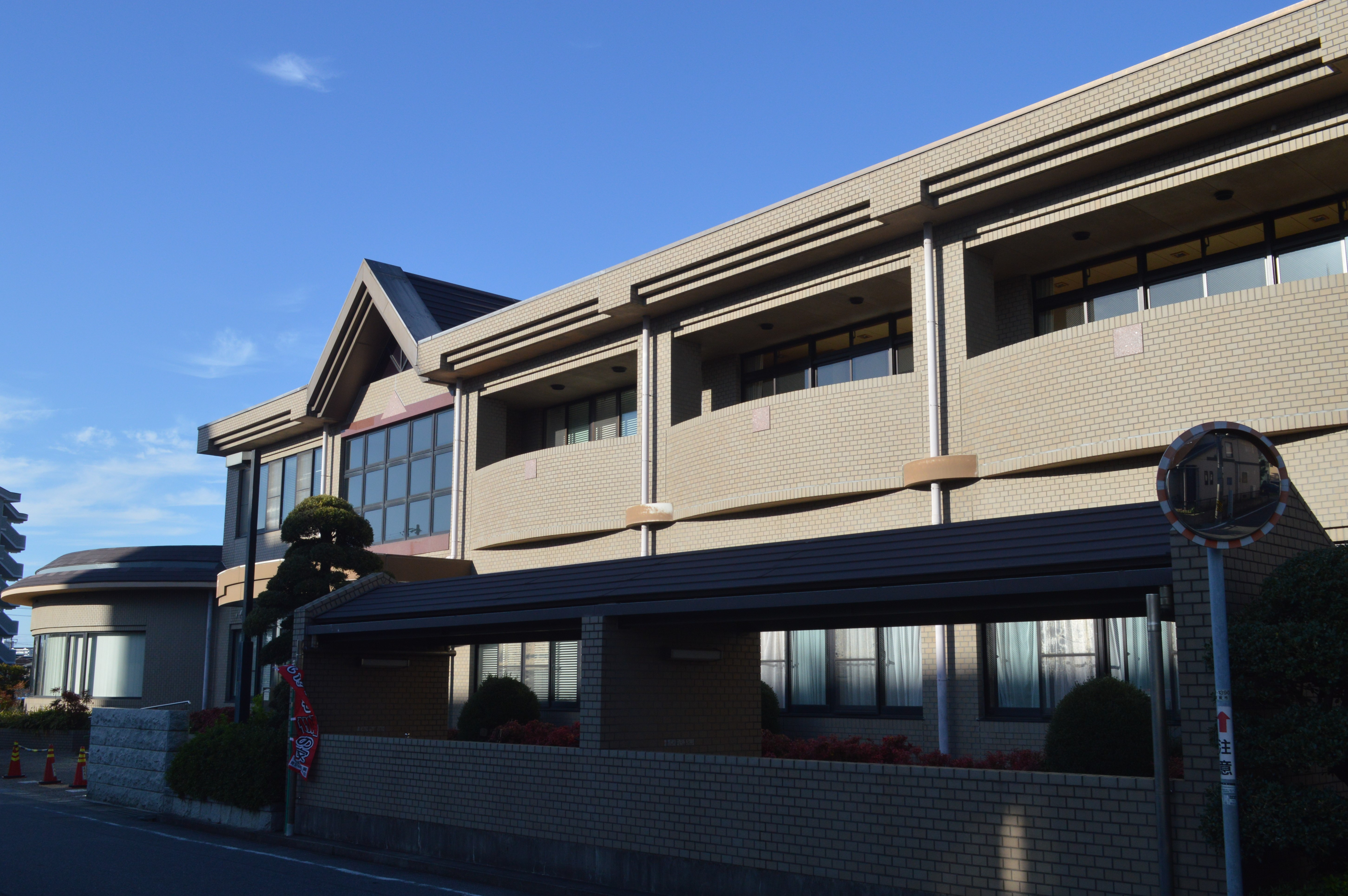
安城市二本木公民館

### あんぱ～く・KEY PORT・あんステップ♬

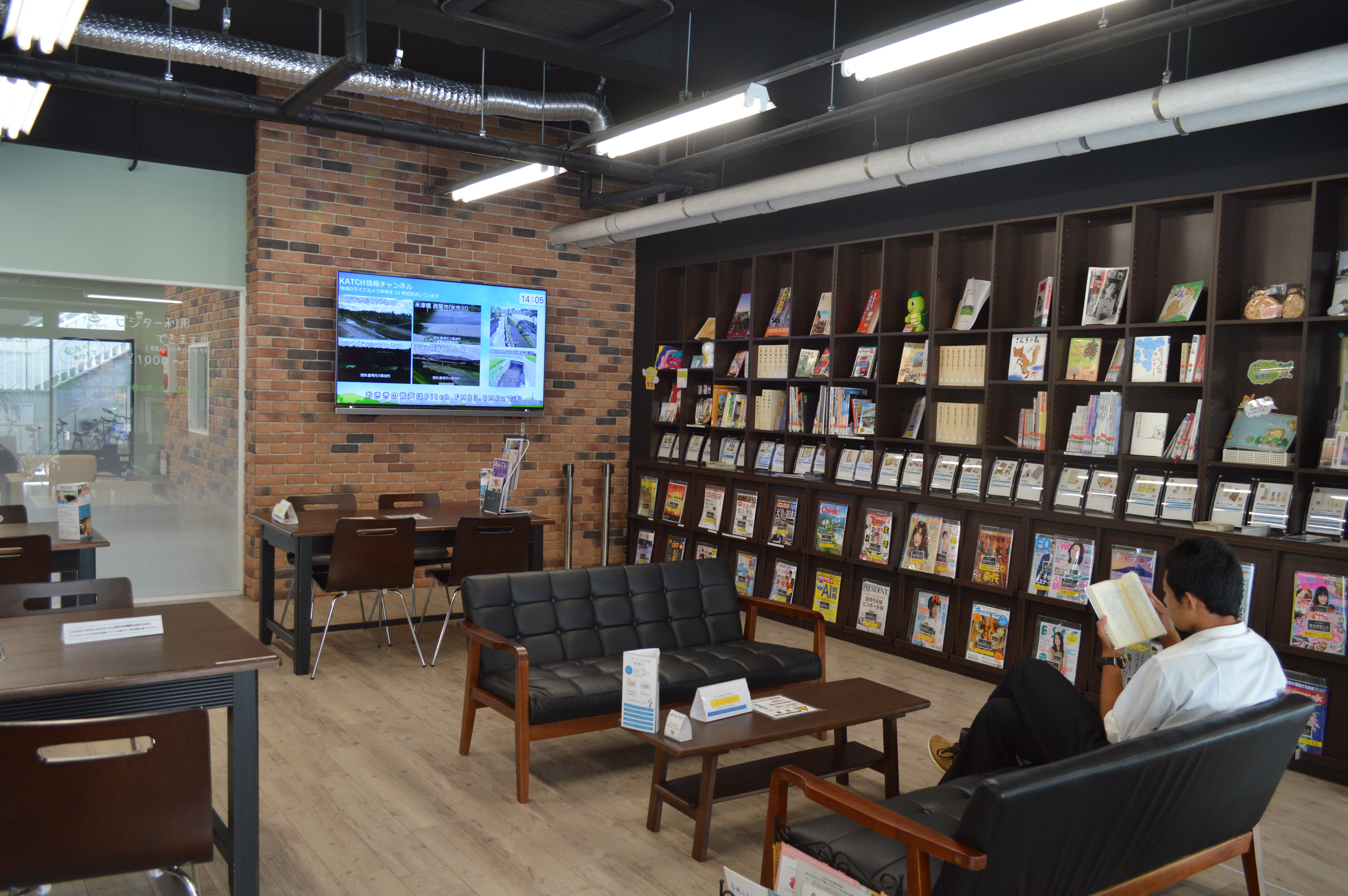
JR安城駅南口1階にある観光案内所兼コワーキングスペースのKEY PORT

安城市立安城保育園が移転前に使用していた建物を改修し、2011年（平成23年）1月には子育て支援総合拠点施設「あんぱ～く」が開館した。JR安城駅から北西に500 mの距離にあり、育児関連図書や児童向け絵本など約2,000冊を所蔵している。
2015年（平成27年）、安城市はJR安城駅南口1階にあった240 m2の書店跡地をJR東海から貸借し、11月に安城市観光案内所兼コワーキングスペースのKEY PORTを開設した。この施設は図書館の一部機能を備えており、他館で借りた図書の返却、予約資料の受け取りが可能であるほか、ビジネス雑誌や観光案内などを閲覧可能である。
2018年（平成30年）7月には、移転後の中央図書館を改装した子ども発達支援センター「あんステップ♬」内に地域交流図書コーナーを設置。育児や子どもの発達に関する本を充実させた。また、同建物内にあった閉架書庫を改修し、継続して利用している。

### 移動図書館
| 移動図書館の貸出点数 | 移動図書館の貸出点数 | 移動図書館の貸出点数 | 移動図書館の貸出点数 | 移動図書館の貸出点数 |
| -------------------- | -------------------- | -------------------- | -------------------- | -------------------- |
| 年度                 |                      |                      |                      | 点数                 |
| 1968                 | 1968                 |                      | 3,103                | 3,103                |
| 1971                 | 1971                 |                      | 7,491                | 7,491                |
| 1974                 | 1974                 |                      | 21,045               | 21,045               |
| 1978                 | 1978                 |                      | 71,358               | 71,358               |
| 1982                 | 1982                 |                      | 131,553              | 131,553              |
| 1984                 | 1984                 |                      | 54,180               | 54,180               |
| 1992                 | 1992                 |                      | 廃止                 | 廃止                 |

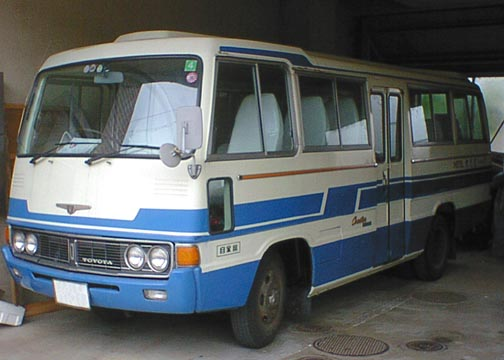
2代目「みのり号」に使用されたトヨタ・コースター

図書館から遠い地域に住む住民に読書の機会を提供するために、1966年度（昭和41年度）にはトヨペット・ダイナを改造した移動図書館用車両を購入。この車両は内架式でスチール製書棚が備えられていた。1967年（昭和42年）5月5日に図書館が安城公園内に移転開館すると、7月1日に移動図書館車「みのり号」の運行を開始した。1976年（昭和51年）にはステーション数が26か所から31か所に増やされ、特に幼稚園の園庭をステーションとして退園時刻に巡回する「母と子の文庫」は画期的なサービスだった。
1977年（昭和52年）9月27日には435万円の費用で移動図書館車を置き換えた。トヨタ・コースターを改造した2代目「みのり号」はマイクロバスであり、外架式の書架に1,700冊を積載することができる。1979年度（昭和54年度）には移動図書館全体で98,083冊の貸出があったが、これは安城市図書館全体の30.8%に相当する冊数だった。1982年（昭和57年度）には移動図書館の貸出冊数がピークの131,553冊に達した。
1980年（昭和55年）以降には各地域に相次いで公民館図書室が設置され、公民館近隣のステーションは順次廃止されていった。1991年度（平成3年度）までに公民館図書室7室が開設された結果、1992年（平成4年）には移動図書館車の運行を廃止した。

## 特色

### 市民団体の活動
1976年（昭和51年）4月には図書館を拠点に活動する「紙芝居の会」が発足。2012年度（平成24年度）には「子どもの読書活動優秀実践団体」として文部科学大臣表彰を受けた。1977年（昭和52年）には図書館講座として新美南吉の作品の読書会が始まり、やがて図書館を拠点に活動する市民団体「新美南吉に親しむ会」に発展した。2014年（平成26年）11月の全国図書館大会では、「新美南吉に親しむ会」が日本図書館協会から感謝状を受け取った。
図書館は1990年（平成2年）から読み聞かせボランティア養成講座を行っており、1991年（平成3年）から読み聞かせボランティアによるおはなし会が行われている。2014年（平成26年）時点では16グループ計192人の読み聞かせボランティアがおり、安城市中央図書館や各公民館などで週2-3回の読み聞かせをおこなっているほか、幼稚園や保育園などへの出張サービスも行っている。

### 図書館の活動
2013年（平成25年）は安城市に縁のある新美南吉の生誕100周年であり、市制60周年記念事業もかねて、南吉の童話を絵本にする「新美南吉絵本大賞」を公募した。8月には大賞作品『二ひきのかえる』を刊行し、この絵本を赤ちゃんに贈呈するブックスタート事業を開始した。これらの活動が評価され、2014年度（平成26年度）には安城市図書館が「子どもの読書活動優秀実践図書館」として文部科学大臣表彰を受けた。
2010年代にはからくりBooksと称した電子紙芝居を製作しており、2013年度（平成25年度）には『都築弥厚物語』、2014年度（平成26年度）には『新美南吉物語』と『山崎延吉物語』をリリースした。愛知県立安城南高校、愛知県立安城高校、愛知県立安城農林高校の美術部員も参加している。地域資料のデジタル化に積極的に取り組んでおり、1955年（昭和30年）-1975年（昭和50年）頃の写真とその場所をスマートフォンなどで閲覧できるアプリ「安城メモリアル写真館」を2014年度（平成26年度）に製作した。
2015年（平成27年）3月にはレファレンス協同データベースへのデータ提供が評価され、国立国会図書館から礼状を受け取った。礼状を受け取ったことがあるのは愛知県内では愛知県図書館、蒲郡市立図書館、名古屋市鶴舞中央図書館に次いで4館目だという。2015年（平成27年）中にはレファレンス協同データベースに1,311件を登録。これは全国的に見ても香川県立図書館に次いで多い登録件数であり、2016年（平成28年）3月には2年連続で礼状を受け取った。その後も毎年登録を行い、2023年（令和5年）3月には9年連続で礼状を受領している。
2020年（令和2年）11月には、NPO法人知的資源イニシアティブ (IRI) が実施するLibrary of the Yearにおいて、「安城市中心市街地拠点施設アンフォーレ及び中核施設安城市図書情報館」として優秀賞およびオーディエンス賞を受賞した。オーディエンス賞（ＷＥＢ投票）では過去最高の904票を獲得している。伝統的な図書館機能を提供しつつ、高度化する知の拠点としても多くの市民に支持されている点が高く評価された。

### 蔵書数・貸出数
| 安城市図書館の蔵書点数 | 安城市図書館の蔵書点数 | 安城市図書館の蔵書点数 | 安城市図書館の蔵書点数 | 安城市図書館の蔵書点数 |
| ---------------------- | ---------------------- | ---------------------- | ---------------------- | ---------------------- |
| 年度                   |                        |                        |                        | 点数                   |
| 1950                   | 1950                   |                        | 7,440                  | 7,440                  |
| 1960                   | 1960                   |                        | 18,980                 | 18,980                 |
| 1970                   | 1970                   |                        | 33,724                 | 33,724                 |
| 1980                   | 1980                   |                        | 108,540                | 108,540                |
| 1990                   | 1990                   |                        | 380,614                | 380,614                |
| 2000                   | 2000                   |                        | 473,476                | 473,476                |
| 2010                   | 2010                   |                        | 641,864                | 641,864                |
| 2020                   | 2020                   |                        | 828,132                | 828,132                |
| 2021                   | 2021                   |                        | 844,152                | 844,152                |

| 人口15-20万人の市区における館外個人貸出数（2020年） | 人口15-20万人の市区における館外個人貸出数（2020年） | 人口15-20万人の市区における館外個人貸出数（2020年） | 人口15-20万人の市区における館外個人貸出数（2020年） | 人口15-20万人の市区における館外個人貸出数（2020年） |
| --------------------------------------------------- | --------------------------------------------------- | --------------------------------------------------- | --------------------------------------------------- | --------------------------------------------------- |
| 自治体                                              |                                                     |                                                     |                                                     | 千冊                                                |
| 1.安城市（愛知）                                    | 1.安城市（愛知）                                    |                                                     | 1,602                                               | 1,602                                               |
| 2.三鷹市（東京）                                    | 2.三鷹市（東京）                                    |                                                     | 1,371                                               | 1,371                                               |
| 3.日野市（東京）                                    | 3.日野市（東京）                                    |                                                     | 1,343                                               | 1,343                                               |
| 4.立川市（東京）                                    | 4.立川市（東京）                                    |                                                     | 1,333                                               | 1,333                                               |
| 5.浦安市（千葉）                                    | 5.浦安市（千葉）                                    |                                                     | 1,269                                               | 1,269                                               |
| 51市区平均                                          | 51市区平均                                          |                                                     | 782                                                 | 782                                                 |

| 安城市図書館の貸出点数 | 安城市図書館の貸出点数 | 安城市図書館の貸出点数 | 安城市図書館の貸出点数 | 安城市図書館の貸出点数 |
| ---------------------- | ---------------------- | ---------------------- | ---------------------- | ---------------------- |
| 年度                   |                        |                        |                        | 点数                   |
| 1970                   | 1970                   |                        | 15,334                 | 15,334                 |
| 1980                   | 1980                   |                        | 381,721                | 381,721                |
| 1990                   | 1990                   |                        | 671,074                | 671,074                |
| 2000                   | 2000                   |                        | 1,048,216              | 1,048,216              |
| 2010                   | 2010                   |                        | 1,994,522              | 1,994,522              |
| 2020                   | 2020                   |                        | 1,736,733              | 1,736,733              |
| 2021                   | 2021                   |                        | 2,122,589              | 2,122,589              |

日本図書館協会が刊行している『日本の図書館2006』によると、安城市図書館の個人貸出冊数（1,609,000冊）は人口15万-20万人の47都市中3位、1人あたり貸出冊数（9.75冊）も47都市中3位であり、いずれも西東京市図書館（東京都）と佐倉市立図書館（千葉県）に次ぐ順位である。上位10都市中8都市は複数館を有しており、単一の図書館しか持たない自治体は安城市と宇部市（山口県）のみだった。
個人貸出冊数は愛知県の「市」の中で第4位であり、政令指定都市の名古屋市、中核市の豊田市、特例市の一宮市に次ぐ順位である。1人あたり貸出冊数は愛知県の「市」の中で第2位であり、田原市に次ぐ順位である。
日本図書館協会が刊行している『図書館年鑑2015』によると、安城市図書館の蔵書数（639,000冊）は人口15-20万人の49市区中14位、個人貸出冊数（1,828,000冊）は人口15-20万人の49市区中3位であり、個人貸出冊数は西東京市図書館と浦安市立図書館（千葉県）に次ぐ順位である。個人貸出冊数の上位10市区のうち、安城市を除く9市区は首都圏の自治体だった。
日本図書館協会が刊行している『日本の図書館2021』によると、2020年度の安城市図書館の蔵書数（785,000冊）は人口15-20万人の51市中8位。個人貸出冊数（1,602,000冊）および市民1人あたり貸出冊数（8.4冊）は51市中1位で、ともに3年連続1位となった。

## 利用案内
在住・在勤・在学に関わらず、日本国内に住んでいる者であれば利用者カードを作成することができる。図書・雑誌は最大10点、視聴覚資料はこれとは別に最大5点まで借りることができる。また、市内在住者に限り電子書籍の貸出しも行われている。貸出期間は15日以内である。
| 安城市図書館の利用案内 | 安城市図書館の利用案内                      | 安城市図書館の利用案内                      |
| 施設                   | 開館時間                                    | 休館日                                      |
| ---------------------- | ------------------------------------------- | ------------------------------------------- |
| 図書情報館             | 平日は午前9時-午後8時 休日は午前9時-午後6時 | 火曜日、第4金曜日、年末年始、特別図書整理日 |
| 公民館図書室           | 午前9時-午後8時                             | 月曜日、年末年始                            |
| あんぱ～く             | 午前9時-午後5時                             | 土曜日、日曜日、祝日、年末年始              |
| KEY PORT               | 午前8時-午後8時                             | 年中無休                                    |
| あんステップ♬          | 午前9時-午後5時                             | 日曜日、祝日、年末年始                      |